# Danh sách nhân vật trong One Piece
Trong bộ manga/anime One Piece có một số lượng lớn nhân vật rất phong phú được tạo ra bởi Oda Eiichiro. Bối cảnh của manga/anime được đặt trong một thế giới viễn tưởng rộng lớn đang trong "Thời Đại Hải Tặc"; một thế giới của hải tặc, Hải Quân / Chính phủ Thế giới, Quân Cách mạng, một thế giới của những cuộc phiêu lưu khám phá cùng với rất nhiều cuộc chiến và rất nhiều siêu năng lực, siêu sức mạnh kì lạ. Nội dung chính của câu chuyện xoay quanh nhóm Hải tặc Mũ Rơm trên con đường hành trình khám phá và tìm kiếm ước mơ của họ.
Nhân vật chính của One Piece là cậu hải tặc trẻ tuổi tên Monkey D. Luffy với ước mơ tìm thấy kho báu huyền thoại "One Piece" và trở thành Vua Hải Tặc đời kế tiếp, kế nhiệm Vua Hải Tặc tiền nhiệm Gold Roger. Trong chuyến hành trình của mình, Luffy đã gặp gỡ nhiều người bạn và kết nạp đồng đội cho riêng mình, thành lập nên băng hải tặc Mũ Rơm. Các thành viên hiện tại của băng hải tặc Mũ Rơm gồm có mười người, lần lượt là: Thuyền trưởng Monkey D. Luffy, Kiếm sĩ Roronoa Zoro, Hoa Tiêu Nami, Xạ Thủ Usopp, Đầu Bếp Sanji, Bác sĩ Tonytony Chopper, Nhà Khảo Cổ Nico Robin, Thợ Đóng Tàu Franky, Nhạc Công Brook, Lái tàu Jinbe
Hầu hết các nhân vật trong One Piece đều là con người, nhưng bên cạnh đó còn có nhiều chủng tộc khác nhau như Người khổng lồ, Người Cá, tộc Mink,... Rất nhiều nhân vật trong One Piece sở hữu những năng lực đặc biệt nhờ ăn "Trái Ác Quỷ".

## Băng hải tặc Mũ Rơm
Băng Hải tặc Mũ Rơm (麦わら海賊団 Mugiwara Kaizoku-dan) là băng Hải tặc do nhân vật chính Monkey D. Luffy làm thuyền trưởng, các thành viên băng Mũ Rơm cũng là các nhân vật chính của One Piece. Số lượng các thành viên băng Mũ Rơm tăng lên trong xuyên suốt diễn biến của truyện và hiện có mười thành viên. Số lượng này có thể sẽ còn tăng thêm nữa nếu Luffy vẫn tiếp tục kết nạp thêm các thành viên mới. Sau sự kiện tại vương quốc Dressrosa, băng Mũ Rơm có thêm một hạm đội đồng minh dưới trướng có tên là "Đại Hạm đội Mũ Rơm", bao gồm khoảng 5,600 thành viên từ bảy băng hải tặc / tổ chức khác nhau. Luffy được đề cử làm người đứng đầu toàn hạm đội, bình thường thì toàn hạm đội sẽ tách nhau ra đi theo con đường của riêng mình, nhưng khi có chuyện thì cả hạm đội sẽ tập hợp về cùng một mối.

### Monkey D. Luffy
Monkey D. Luffy (モンキー･D･ルフィ Monkī Dī Rufi) là nhân vật chính của One Piece và là thuyền trưởng của băng Hải tặc Mũ Rơm, cậu có biệt danh là "Luffy Mũ Rơm" (麦わらのルフィ Mugiwara no Rufi). Luffy trở thành người người cao su sau khi vô tình ăn trái ác quỷ Gomu Gomu (ゴムゴムの実 Gomu Gomu no Mi) hệ Paramecia do Shanks lấy được, sau này được tiết lộ chính xác là trái Hito Hito, Model: Nika (ヒトヒトの実 モデル「ニカ」 Hito Hito no Mi, Model: Nika) hệ Zoan thần thoại. Luffy có ước mơ là trở thành Vua Hải tặc và là người tìm thấy kho báu "One Piece". Ước mơ này cũng như mong muốn ra biển và trở thành hải tặc của Luffy được truyền cảm hứng từ Shanks. Luffy sau đó được ông nội Garp gửi lên cho Dadan - một sơn tặc và 10 năm sau, Luffy lên đường tìm kiếm đồng đội để thành lập băng hải tặc của riêng mình, cuộc hành trình của Luffy bắt đầu và cái tên "Luffy Mũ Rơm" dần dần nổi tiếng trong toàn thế giới One Piece. Sau sự ra đi của người anh em kết nghĩa Portgas D. Ace, Luffy cảm thấy mình còn quá yếu. Cậu đã quyết định nhắn toàn băng đi luyện tập và hẹn gặp lại tại quần đảo Sabaody sau 2 năm để tiến vào Tân thế giới. Dưới sự kèm cặp và hướng đẫn của huyền thoại hải tặc Silver Rayleigh trong 2 năm luyện tập Luffy đã có thể kiểm soát được Haki Bá vương và thành thục cả ba loại Haki cũng như hoàn thiện các kĩ năng chiến đấu, sáng tạo thêm các chiêu thức mới. Luffy có tính cách khá hài hước và đôi khi hơi ngốc nghếch, nhưng đồng thời cậu cũng là thiên tài khi chiến đấu, với khả năng ứng biến tuyệt vời. Luffy rất tin tưởng, yêu quý và tôn trọng các đồng đội của mình. Sau cuộc chiến với tại Wano Quốc và tiêu diệt hai Tứ hoàng Big Mom và Kaidou thì Luffy trở thành Tứ Hoàng mới với số tiền truy nã hiện tại là 3,000,000,000

### Roronoa Zoro
Roronoa Zoro (ロロノア・ゾロ) là kiếm sĩ của băng hải tặc Mũ Rơm, anh là thành viên thứ hai của băng Mũ Rơm. Zoro theo "Tam Kiếm Phái" và có biệt danh là "Thợ săn Hải tặc Zoro" (海賊狩りのゾロ Kaizoku Gari no Zoro), anh là chủ sở hữu của ba thanh kiếm nằm trong các thanh kiếm quý của thế giới One Piece. Ước mơ của Zoro là hoàn thành lời hứa với người bạn thân quá cố, trở thành kiếm sĩ mạnh nhất thế giới. Và để làm được điều đó anh phải đánh bại người nắm giữ vị trí này, "Mắt ưng Dracule Mihawk". Zoro đã ra khơi để lên đường thực hiện ước mơ của mình và làm nghề săn tiền thưởng để kiếm sống trước khi gặp Luffy, biệt danh cũng như sự nổi tiếng của Zoro ở East Blue bắt nguồn từ lý do này. Luffy gặp Zoro tại Shells Town, Zoro bị bắt giam ở đây do vướng vào rắc rối với hai cha con Đại tá Chi bộ Hải Quân "Morgan Tay Rìu" và Helmeppo. Luffy đã cứu Zoro và trở thành thuyền viên đầu tiên của băng hải tặc Mũ Rơm. Trong khoảng thời gian hai năm luyện tập, Zoro trở thành học trò của "Mắt diều hâu" Dracule Mihawk và ông đã dạy cho anh kiếm pháp cũng như cách sử dụng Haki. Ngoài hai loại Haki thông thường thì Zoro hiện có thể sử dụng được cả Haki Bá vương. Số tiền truy nã của Zoro sau phần Wano Quốc là 1,111,000,000 .

### Nami
Nami (ナミ) là Hoa Tiêu của băng hải tặc Mũ Rơm. Cô là thành viên thứ ba của băng và có biệt danh là "Mèo đạo chích" (泥棒猫). Giấc mơ của Nami là hoàn thành bản đồ của toàn thế giới trong One Piece. Nami được đánh giá "thiên tài" trong lĩnh vực hàng hải và cực kì thông minh cùng với tài trộm cắp điệu nghệ, mặc cả giá tiền, đồng thời là có khả năng tự bản thân dự báo được thời tiết. Vũ khí mà Nami sử dụng có tên là "Clima-Tact" (天候棒 Kurima Takuto, Gậy thời tiết) có khả năng điều khiển thời tiết. Nami là một trẻ mồ côi được cựu nữ Hải Quân quá cố, Bellemere nhận làm con nuôi cùng với người chị nuôi Nojiko. Cả ba người từng có thời gian sống hạnh phúc tại quê nhà, trước khi băng hải tặc Người Cá Arlong tới xâm lược và đô hộ toàn bộ hòn đảo. Nami đã đánh đổi một phần tuổi thơ và thời niên thiếu để có thể kiếm đủ tiền mua lại tự do cho người dân ở quê hương. Nami gặp Luffy lần đầu tiên tại Thị Trấn Orange và trở thành thuyền viên thứ hai của băng Mũ Rơm. Sau một vài biến cố, Luffy và các thuyền viên nam khác đã theo chân Nami về quê hương của cô và tiêu diệt hoàn toàn băng hải tặc Arlong, đem lại tự do cho Nami cùng những người dân trên đảo. Trong hai năm luyện tập, Nami đã được ghé thăm Đảo Thời Tiết và luyện tập, nâng cao khả năng của mình tại đây. Sau cuộc chiến ở Wano Quốc thì Nami hiện được treo thưởng với giá 366,000,000. Trong anime Nami được Lồng tiếng bởi: Okamura Akemi; Lồng tiếng Việt bởi: Kim Ngọc

### Usopp
Usopp (ウソップ Usoppu) là xạ thủ của băng hải tặc Mũ Rơm và là thành viên thứ tư của băng. Biệt danh hiện tại của Usopp là "God" (ゴッド Goddo). Nhân dạng khác mà trước đây Usopp dùng và có trên lệnh truy nã là "Sogeking" (そげキング Sogekingu) với biệt danh "Vua bắn tỉa" (狙撃の王様 Sogeki no Ō-sama). Ước mơ của Usopp là trở thành "Chiến binh dũng cảm của biển cả", bên cạnh đó là một lần được tới Elbaf. Usopp có tài thiện xạ bách phát bách trúng và cũng nhiều tài lẻ như khả năng hội họa, sáng chế, điêu khắc. Usopp là con trai Yasopp (thành viên của băng hải tặc Tóc Đỏ) với bà Banchina (バンキーナ  Bankīna). Cha anh đã bỏ hai mẹ con anh lại quê nhà từ khi Usopp còn bé để ra khơi theo đuổi con đường hải tặc. Sau đó mẹ anh lâm bệnh và Usopp cũng bắt đầu nói dối từ lúc này, trong đó cũng có cả niềm hi vọng một ngày kia cha anh sẽ quay lại đón hai mẹ con. Không lâu sau đó mẹ anh qua đời, rồi Usopp trở thành thủ lĩnh trong "trò chơi hải tặc" của ba cậu bé trong làng, là Ninjin, Tamanegi và Pilman. Bên cạnh đó Usopp cũng trở thành bạn thân của cô tiểu thư ốm yếu, Kaya. Usopp gia nhập băng hải tặc Mũ Rơm và trở thành thuyền viên thứ ba sau khi sát cánh cùng nhóm Luffy đánh bại băng hải tặc Mèo Đen. Hiện tại sau cuộc chiến ở Wano Quốc thì Usopp được treo thưởng với giá 500,000,000. Trong anime, Usopp được Lồng tiếng bởi: Yamaguchi Kappei; Lồng tiếng Việt bởi: Thiện Trung

### Sanji
Sanji (サンジ Sanji) là Đầu Bếp của băng hải tặc Mũ Rơm và là thành viên thứ năm của băng. Anh có biệt danh Sanji Chân Đen (黒脚のサンジ Kuro Ashi no Sanji) và có sở trường chiến đấu bằng chân. Ước mơ của Sanji là tìm thấy vùng biển huyền thoại "All Blue". Sanji là một đầu bếp tài ba và giỏi trong cả chiến đấu lẫn nấu ăn. Sanji rất lịch thiệp với phụ nữ chuẩn với hình mẫu của người đàn ông kiểu Pháp và cũng hơi "dê" một chút. Ngay từ khi còn bé Sanji đã làm phụ bếp trên một con tàu ở du lịch trước khi xảy ra biến cố với hải tặc Zeff "Chân Đỏ" và băng hải tặc Cook của ông ta. Zeff đã ăn một chân của mình và nhường lại phần lương thực cho Sanji khi cả hai bị kẹt trên một đảo đá. Sau đó Sanji đã cùng với Zeff gây dựng nên Nhà hàng trên biển Baratie và trở thành Phó Đầu Bếp tại đây cho tới khi gặp Luffy. Sanji học kĩ năng nấu nướng và phong cách chiến đầu bằng chân được truyền lại từ Zeff. Sau cuộc đụng độ với băng hải tặc Krieg, Sanji quyết định gia nhập băng hải tặc Mũ Rơm và trở thành thuyền viên thứ tư của băng. Trong hai năm luyện tập, Sanji được gửi tới vương quốc Kamabakka (モモイロ島 Momoiro Airando) và luyện tập dưới sự hướng dẫn của "Nữ hoàng Okama" Ivankov. Sanji còn thường hay tự xưng là "Mr. Prince" (Mr. プリンス Misutā Purinsu). Họ tên đầy đủ của Sanji là Vinsmoke Sanji (ヴィンスモーク・サンジ Vinsumōku Sanji) và là con trai thứ ba của Gia tộc Vinsmoke thuộc vương quốc Germa ở North Blue. Sanji có thể sử dụng hai loại Haki thông thường và hiện đã thức tỉnh được "Bộ xương ngoài" giống như các anh chị em của mình. Sau phần Wano Quốc thì Sanji hiện bị truy nã với giá 1,032,000,000. Trong anime Sanji do Lồng tiếng bởi: Hirata Hiroaki

### Tony Tony Chopper
Tony Tony Chopper (トニートニー・チョッパー Tonī Tonī Choppā) là thuyền y của băng hải tặc Mũ Rơm, là thành viên thứ sáu và cũng là thành viên nhỏ tuổi nhất (15 tuổi, 17 khi timeskip) của băng. Chopper có biệt danh "Kẻ yêu kẹo bông" Chopper (わたあめ大好きのチョッパー Watāme Daisuki no Choppā), cậu sở hữu trái ác quỷ trái ác quỷ Hito Hito (ヒトヒトの実 Hito Hito no Mi) hệ Zoan. Chopper là một bác sĩ có tay nghề cao và nhờ vào Rumble Ball (ランブルボール Ranburu Bōru) Chopper có tới bảy nấc biến hóa thay vì ba dạng biến hình như các trái hệ Zoan thông thường. Ước mơ của Chopper là có thể chữa được tất cả mọi loại bệnh tất trên đời. Chopper nguyên gốc là một chú tuần lộc mũi xanh quê ở đảo Drum của Grand Line, Chopper đã vô tình ăn phải trái ác quỷ và bị đồng loại xa lánh. Chopper được lang băm Dr. Hiluluk đem về nuôi dưỡng, chăm sóc và coi như con đẻ. Sau khi ông Hiluluk mất, Chopper kết thừa lý tưởng của vị bác sĩ và được Dr. Kureha (Dr. くれは Dokutā Kureha) nhận làm học trò coi như con đẻ. Chopper gặp Luffy và băng Mũ Rơm khi họ tới Drum chữa bệnh cho Nami. Sau cuộc chạm trán với băng hải tặc Bliking, Chopper gia nhập băng Mũ Rơm và trở thành thuyền viên thứ năm của băng. Tuy nhiên ban đầu, Luffy và Sanji thường gọi Chopper là lương thực dự dữ. Trong hai năm luyện tập, Chopper được gửi tới học tập tại Vương Quốc Torino (トリノ王国 Torino Ōkoku). Sau cuộc chiến ở Wano Quốc Chopper hiện được treo thưởng với giá 1,000. Trong anime Chopper được Lồng tiếng bởi: Ōtani Ikue.

### Nico Robin
Nico Robin (ニコ・ロビン Niko Robin) là nhà Khảo Cổ Học của băng Mũ Rơm và là thành viên thứ bảy của băng hải tặc Mũ Rơm. Robin có biệt danh "Đứa con của quỷ" (悪魔の子  Akuma no Ko), cô sở hữu trái ác quỷ Hana Hana (ハナハナの実 Hana Hana no Mi) hệ Paramecia, với khả năng biến ra các bộ phận cơ thể. Robin có ước mơ là tìm ra Rio Poneglyph (真の歴史の本文（リオ・ポーネグリフ） Rio Pōnegurifu, Văn bản lịch sử chân thực), khám phá ra toàn bộ lịch sự bị che giấu. Robin là người sống sót duy nhất của Ohara và là người duy nhất được biết tới nay có khả năng giải mã Poneglyph. Cô sống một cuộc đời cô độc và không hề tin tưởng bất cứ một ai cho tới khi gặp băng Mũ Rơm. Robin sống cô độc ngay từ khi còn bé, bị cô chú ghẻ lạnh và bị những đứa trẻ khác gọi là "quỷ". Chỗ dựa tinh thần duy nhất là các học giả của Ohara và họ cũng là đồng nghiệp của mẹ cô. Sau khi thảm họa Ohara xảy ra, toàn bộ cư dân và những học giả ở trên đảo đều bỏ mạng chỉ còn Robin là người sống sót duy nhất. Robin bị cả thế giới truy đuổi và phải dấn thân vào thế giới ngầm từ để tìm cách tồn tại. Sau sự kiện tại Alabasta, Robin tự nguyện gia nhập băng hải tặc Mũ Rơm và trở thành thuyền viên thứ sáu, rồi tái gia nhập băng sau cuộc chiến tại Enies Lobby kết thúc. Trong hai năm luyện tập, Robin đi cùng với lực lượng Quân Cách Mạng và họ coi cô là Ánh sáng Cách mạng (革命の灯  Kakumei no Tomoshibi). Sau cuộc chiến ở Wano Quốc thì Robin hiện được treo thưởng với giá 930,000,000. Trong anime Robin được Lồng tiếng bởi: Yamaguchi Yuriko; Lồng tiếng Việt bởi: Linh Phương

### Franky
Franky (フランキー Furankī) là thợ đóng tàu của băng hải tặc Mũ Rơm và là thành viên thứ tám của băng. Biệt danh của anh là "Người sắt" Franky (鉄人フランキー Tetsujin Furankī), anh là một thợ đóng tàu tài ba và không chỉ dừng lại ở đó Franky còn giỏi ở nhiều mặt khác. Franky là một cyborg sau khi tự mình cải tạo lại cơ thể và cơ thể anh hiện nay là "một thứ đã vượt qua khỏi tầm hiểu biết của con người". Franky có ước mơ là đóng một con tàu có thể vượt qua mọi sóng gió của biển cả, đến được tận cùng thế giới. Sau này, khi Franky hoàn thành Thousand Sunny và là thành viên băng Mũ Rơm, ước mơ của anh trở thành có thể đưa được tàu Sunny đến tận cùng thế giới. Tên thật của anh là Cutty Flam (カティ・フラム Kati Furamu), anh là đồng môn với Iceburg cùng là học trò của thợ đóng tàu huyền thoại Tom. Franky đã từ bỏ tên thật của mình này sau bi kịch của người thầy quá cố. Ban đầu Franky gặp băng Mũ Rơm ở Water 7 với vai trò nhân vật phản diện, sau này Franky sát cánh cùng với băng Mũ Rơm trong cuộc chiến tại Enies Lobby và cuối cùng trở thành thuyền viên thứ bảy. Trong hai năm, Franky được gửi tới quê nhà của Dr. Vegapunk và học tập, nghiên cứu, kết hợp với kiến thức cá nhân cùng với những nghiên cứu của Vegapunk. Sau phần Wano Quốc thì hiện Franky được treo thưởng với giá là 394,000,000. Hồi nhỏ, Franky từng gặp băng hải tặc Roger khi họ ghé thăm Water 7. Trong anime Franky được Lồng tiếng bởi: Yao Kazuki; Lồng tiếng Việt bởi: Chánh Tín

### Brook
Brook (ブルック Burukku) là Nhạc công của băng hải tặc Mũ Rơm và là thành viên thứ chín của băng với biệt danh "Soul King (ソウルキング Souru Kingu). Biệt danh cũa của Brook là "Brook Ngân Nga" và là một nhạc công tài ba có thể chơi được nhiều loại nhạc cụ. Brook sở hữu trái ác quỷ Yomi Yomi (ヨミヨミの実 Yomi Yomi no Mi) giúp cho Brook có thể hồi sinh lại một lần. Brook theo trường phái kiếm tay và sử dụng một thanh kiếm dấu trong cây gậy của mình. Ước mơ của ông là được gặp lại chú cá voi Laboon năm xưa, hoàn thành tâm nguyện của băng Hải tặc Rumbar. Brook cùng với băng Rumbar chính là chủ cũ của chú cá voi Laboon mà băng Mũ Rơm đã gặp ở Mỏm Sinh Đôi, Brook đã gửi Laboon lại đây từ rất nhiều năm về trước. Tất cả các thành viên trong băng cũ của Brook đều đã hi sinh trong một trận thủy chiến từ nhiều năm về trước. Brook là người sống sót duy nhất nhờ vào năng lực trái ác quỷ, và trở thành bộ xương "sống" vì linh hồn ông đã lưu lạc mất 1 năm mới nhập vào được. Brook đã sát cánh với băng Mũ Rơm trong biến cố ở Thriller Bark với băng hải tặc Moria và gia nhập băng hải tặc Mũ Rơm, trở thành thuyền viên thứ tám của băng. Trong hai năm luyện tập, Brook trở thành ca sĩ nổi tiếng trên toàn thế giới One Piece với nghệ danh "Soul King" Brook. Brook hiện được truy nã với giá 383,000,000. Trong anime Lồng tiếng bởi: Chō; Lồng tiếng Việt bởi: Quang Tuyên

### Jinbe
Jinbe (ジンベエ Jinbē) là Lái thuyền của băng hải tặc Mũ Rơm và là thành viên thứ mười của băng. Ông có biệt danh là "Hiệp sĩ Biển Cả" Jinbe (海侠のジンベエ Kaikyō no Jinbē). Ông từng là thuyền trưởng của băng hải tặc Mặt Trời và là cựu Thất Vũ Hải của chính quyền. Jinbe là người cá mập voi xanh lớn, vóc dáng to cao như Sumo Nhật và là thành viên cao nhất băng. Jinbe là một hải tặc ghét hải tặc, ông cũng là một người rất nghiêm túc, có trách nhiệm nhưng đôi khi cũng hài hước. Dù ghét hải tặc nhưng Jinbe vẫn tôn trọng Râu Trắng và phi hành đoàn của ông. Do là hải tặc từ lâu năm nên Jinbe có nhiều kinh nghiệm và suy nghĩ đề ra kế hoạch. Trước khi thành một Thất Vũ Hải thì Jinbe rất tàn bạn với kẻ thù và chỉ quan tâm đến những đồng đội, sau này một phần vì lớn tuổi nên ông có tính vị tha hơn. Jinbe cho rằng sức mạnh đến từ kinh nghiệm và luyện tập, ông chế Gekko Moriah và Hody Jones là những kẻ có sức mạnh giả tạo. Ông cũng rất quan tâm đến vấn đề bình đẳng giữa người cá và các chủng tộc trên thế giới, lý do Jinbe gia nhập Thất Vũ Hải cũng một phần giúp vào việc này. Jinbe có mối quan hệ thân thiết với Ace từ khi cả hai chiến đấu với nhau 5 ngày. Ông hoàn toàn từ chối việc giao tranh với Râu Trắng và bị giam vào Impel Down. Có ơn là phải trả, khi được Luffy giúp phá còng tay giam giữ, ông cùng nhóm Luffy đến Marine Ford giải cứu Ace. Là một Thất Vũ Hải nên Jinbe rất mạnh, ông dễ dàng hạ gục Arlong, chặn được nắm đấm của Akainu và giao chiến với Mihawk. Luffy còn sống cũng nhờ Jinbe mang đi khỏi Marine Ford và cũng nhờ Jinbe tạo động lực giúp Luffy tập luyện trong 2 năm. Jinbe là một trong những người không hề sợ hãi khi đứng trước và bị Big Mom đe dọa. Ông có thể sử dụng hai loại Haki thông thường. Truy nã của Jinbe sau khi từ chức Thất Vũ Hải và sau cuộc chiến ở Wano Quốc là 1,100,000,000

### Đại hạm đội Mũ Rơm
Đại Hạm Đội Mũ Rơm (麦わら大船団 Mugiwara Dai-sendan) là một tổ chức hải tặc đứng dưới trướng băng Mũ Rơm được các một số hải tặc tự nguyện thành lập sau sự kiện Dressora. Tổ chức này bao gồm các hải tặc đã mến mộ các nhân vật chính của chúng ta sau khi họ sát cánh trên chiến trường Dressrosa. Đại Hạm Đội bao gồm 7 băng hải tặc với khoảng hơn 5600 thành viên và nguyện thề trung thành với thủ lĩnh tối cao là Luffy. Hầu hết các thủ lĩnh của 7 tổ chức đều từng tham gia đấu trường Corrida giống như Luffy.

#### Băng Hải tặc Đẹp Mã
Băng Hải tặc Đẹp Mã (美しき海賊団 Utsukushiki Kaizoku-dan) là băng hải tặc do Cavedish làm thuyền trưởng. Các thành viên trong băng có xuất thân là người trong gia đình hoàng gia của Vương quốc Bourgeois. Băng giữ số 1 trong Đại hạm đội Mũ Rơm.
Cavendish
Cavendish (キャベンディッシュ Kyabendisshu) là thuyền trưởng của băng hải tặc Đẹp Mã và có biệt danh là "Bạch Mã" Cavendish (白馬のキャベンディッシュ Hakuba no Kyabendisshu). Xuất thân của Cavendish là hoàng tử của một vương quốc có tên là Bourgeois ở Grand Line. Cavendish cùng các hầu cận của mình đã trốn ra biển do sự hâm mộ quá cuồng nhiệt của phái nữ trong vương quốc. Ba năm trước thì Cavendish đã trở thành một Siêu Tân Tinh có điều là do thế hệ của Luffy nổi tiếng hơn nên đã làm lu mờ danh của Cavendish nên anh ta khá là hậm hực với Luffy. Cavendish là một kiếm sĩ và có một thanh danh kiếm tên là Durandal (デュランダル Dyurandaru). Cavendish thực chất bị đa nhân cách và trong anh ta còn có một nhân cách khác nữa tên là Hakuba (ハクバ). Hakuba sẽ xuất hiện khi Cavendish chìm và trong giấc ngủ. Hakuba có tốc độ xuất kiếm thần sầu và có biệt danh là "Kamaitachi của Rommel" (ロンメルのカマイタチ Ronmeru no Kamaitachi) từng gây ra nỗi kinh hoàng ở Vương quốc Rommel. Truy nã hiện tại của Cavendish là 330,000,000
Suleiman
Suleiman (スレイマン Sureiman) hiện là thành viên băng hải tặc Đẹp Mã dưới trướng của Cavendish. Ông ta có biệt danh là "Đao phủ" Suleiman (首はねスレイマン Kubi-hane Sureiman) và là một kiếm sĩ. Suleiman từng tham gia vào một trận chiến có tên là "Hải Chiến Dias" và trở thành tội phạm chiến tranh. Suleiman đã tham gia vào Corrida Colosseum rồi cùng băng Mũ Rơm chiến đấu với băng Donquixote. Sau khi gia nhập Đại Hạm Đội Mũ Rơm thì Suleiman đã đi theo Cavendish và gia nhập băng hải tặc của anh ta. Truy nã hiện tại của Suleiman là 67,000,000

#### Barto Club
Barto Club (バルトクラブ Baruto Kurabu) là băng hải tặc do Bartolomeo dẫn đầu và cũng xuất thân từ East Blue. Cũng giống như thuyền trưởng của mình thì cả băng đều vô cùng hâm mộ và thần tượng Luffy. Con thuyền của họ có tên là Going Luffy-senpai (ゴーイングルフィセンパイ号 Gōingu Rufi-senpai-gō) được phỏng theo hình của Luffy cùng Going Merry. Có một điều hài hước là băng của họ không có Hoa Tiêu và vượt biển sự chỉ dẫn từ người bà của nhân vật Gambia. Trong số các thủy thủ đoàn ngoài Bartolomeo ra thì chỉ có nhân vật Gambia (ガンビア Ganbia) với biệt danh "Kẻ truyền giáo" (宣教師 Senkyōshi) là được giới thiệu cụ thể. Băng hải tặc này giữ số 2 trong Đại hạm đội Mũ Rơm.
Bartolomeo
Bartolomeo (バルトロメオ Barutoromeo) là thuyền trưởng của băng hải tặc Barto Club và là một fan hâm mộ cuồng nhiệt của Luffy. Anh ta có biệt danh là Bartolomeo "Kẻ ăn thịt người" (人食いのバルトロメオ Hitokui no Barutoromeo). Đây là một nhân vật có ngoại hình và tính tình cố quái, có sự nghĩa khí nhưng cũng không kém phần máu lạnh. Bartolomeo gốc là dân giang hồ mafia, sau khi chứng kiến khoảnh khắc thoát nạn đầy kì tích của Luffy ở Loguetown thì Bartolomeo đã được truyền nguồn cảm hứng mãnh liệt và có động lực để ra khơi làm hải tặc. 1 năm về trước trước khi tiến vào Tân Thế giới thì thì Bartolomeo đã trở thành một Siêu Tân Tinh vô cùng nổi tiếng. Trong phần Dressrosa thì Bartolomeo đã tham gia vào Corrida Colosseum rồi gặp gỡ Luffy và sát cánh chiến đấu cùng băng Mũ Rơm chống lại băng Donquixote. Sau đó Bartolomeo cùng 6 đại diện khác đã cùng lập nên Đại Hạm Đội Mũ Rơm đứng dưới trướng thuyền trưởng Luffy và băng Mũ Rơm. Bartolomeo sở hữu trái ác quỷ Bari Bari (バリバリの実 Bari Bari No Mi) cho khả năng tạo kết giới và tường chắn siêu cứng. Truy nã hiện tại của Bartolomeo là 200,000,000

#### Thủy Quân Bát Bảo
Thủy Quân Bát Bảo (八宝水軍 Happō Suigun) là một tổ chức hải tặc tới từ West Blue và thuộc Kano Quốc. Tổ chức này được lãnh đạo bởi người của Gia tộc Chinjao và họ dùng một môn võ công có tên là Bát Xung Quyền (八衝拳 Hasshō-ken). Tổ chức này có cất giấu một khối lượng tài sản vô cùng lớn ở một nơi gọi là Bảo Ngọc Băng Sàng (宝玉氷床 Hōgyoku Hyōshō) và phải dùng bí chiêu của gia tộc thì mới mở được. Tổ chức này giữ số 3 trong Đại hạm đội Mũ Rơm.
Chinjao
Don Chinjao (首領 (ドン)・チンジャオ) hay Chinjao "Mũi Khoan" (錐のチンジャオ Kiri no Chinjao) một cựu địch thủ của Garp chính là thủ lĩnh đời thứ 12 của tổ chức này. Chinjao từng có mối thâm thù với Garp vì ông đã bị Garp đấm thụt cái mũi khoan yêu thích của mình của mình và ông thề dù có tới đời con đời cháu thì cũng phải báo thù cho bằng được. Tuy nhiên, trong trận chiến giành trái Mera Mera no Mi với Luffy thì Luffy đấm vào đầu ông vô tình làm cái mũi khoan yêu thích của ông mọc lại làm ông vô tình nể phục Luffy và gia nhập Đại hạm đội. Ông có thể sử dụng cả ba loại Haki. Truy nã 30 năm trước của Don Chinjao là 542,000,000
Sai
Sai (サイ) hay còn được gọi với tên Don Sai (首領(ドン)・サイ), là thủ lĩnh đời thứ 13 tức thủ lĩnh hiện tại của Thủy Quân Bát Bảo đồng thời là một thành viên gia tộc Chinjao. Sai là cháu nội của Chinjao, anh trai của Boo và là chồng của Baby 5. Sai từng tham gia đấu trường Corrida và cùng bảng với Luffy. Sai theo lối chiến đấu với vũ khí là một cây đao và chân thì dùng Bát Bảo Xung Quyền. Sai có thể sử dụng hai loại Haki thông thường. Truy nã hiện tại của Sai là 210,000,000
Boo
Boo (ブー Bū) là em trai của Sai, cháu của Chinjao. Anh cũng từng tham gia đấu trường Corrida tranh trái ác quỷ Mera Mera cùng với ông và anh của mình. Boo cũng thành thục Bát Bảo Xung Quyền như ông và anh trai.
Baby 5
Baby 5 (ベビー5 Bebī Faibu) là cựu thành viên của băng hải tặc Donquixote, cô từng phục vụ ở Đội Pica của băng. Trong trận chiến Dressrosa thì cô đã phải lòng Sai và hiện đã trở thành vợ của anh. Baby 5 sở hữu trái ác quỷ Buki Buki (ブキブキの実 Buki Buki No Mi) và trở thành "Người Vũ Khí Toàn Thân" (全身武器人間 Zenshin Buki Ningen).

#### Băng hải tặc Ideo
Băng hải tặc Ideo (イデオ海賊団 Ideo Kaizokudan) có tên cũ là Liên minh võ thuật XXX (ジム格闘連合 Toripuru-Ekkusu Jimu Kakutō Rengō), là một băng hải tặc được lập bởi bốn võ sĩ từng tham gia Đấu trường Corrida. Đặc biệt trong đó có hai người bình thường với một người tộc tay dài và một người tộc chân dài. Băng giữ số 4 trong Đại hạm đội Mũ Rơm.
Ideo
Ideo (イデオ) là thuyền trưởng của băng. Anh là một người tộc tay dài và có biệt danh là "Pháo Hủy Diệt" (破壊砲 Hakai Hō).
Blue Gilly
Blue Gilly (ブルー・ギリー Burū Girī) là một người thuộc tộc chân dài. Ngoại hình của anh có một số nét tương đồng với huyền thoại võ thuật Lý Tiểu Long
Abdullah
Abdullah (アブドーラ Abudōra) là một tên tội phạm kiêm thợ săn tiền thưởng và là cộng sự của Jet.
Jeet
Jeet (ジェット Jetto) là một tên tội phạm kiêm thợ săn tiền thưởng và là cộng sự của Abdullah.

#### Băng hải tặc Tontatta
Băng giữ số 5 trong Đại hạm đội Mũ Rơm.
Leo

#### Băng hải tặc Chiến binh Người khổng lồ Mới
Băng hải tặc Chiến binh Người khổng lồ Mới (新巨兵海賊団 Shin Kyo Hei Kaizoku-dan) là thế hệ kế tục của Brogy & Dorry tức bbăng hải tặc nổi tiếng cũng là những người con của Elbaf từ 100 năm trước. Băng gồm 5 người khổng lồ trẻ tuổi Elbaf với Hajrudin là thuyền trưởng cùng bốn người bạn thuở thiếu thời của anh là: Stansen, Road, Goldberg và Gerd. Băng hải tặc này từng làm lính đánh thuê cho tổ chức của Buggy. Con thuyền của băng có tên là Naglfar (ナグルファル Nagurufaru). Băng giữ số 6 trong Đại hạm đội Mũ Rơm.
Hajrudin
Hajrudin (ハイルディン Hairudin) là thuyền trưởng của băng. Anh có biệt danh là Linh Đánh Thuê Hải Tặc (海賊傭兵 Kaizoku Yōhei). Hajrudin là một trong các đấu sĩ của đấu trường Corrida, anh cùng bảng với Luffy và bại trận dưới tay Luffy. Trong cuộc chiến ở Dreesrosa thì Hajrudin đối đầu với Machvise của băng Donquixote và giành cheiens thắng.
Gerd
Gerd (ゲルズ Geruzu) là thuyền y của băng. Gerd chính là cô bé người khổng lồ Elbaf từng sống cùng làng và là bạn thời thơ ấu của Big Mom.
Stansen
Stansen (スタンセン Sutansen) là thợ mộc của băng. Stansen chính là người khổng lồ từng là nô lệ của Nhà Đấu Giá Con người xuất hiện trong phần Sabaody và được băng Mũ Rơm cùng Rayleigh giúp đỡ.
Road
Road (ロード Rōdo) là hoa tiêu của băng. Anh bằng tuổi GoldBerg và nhỏ tuổi hơn ba người còn lại.
Goldberg
Goldberg (ゴールドバーグ Gōrudobāgu) là đầu bếp của băng. Anh bằng tuổi Road và nhỏ tuổi hơn ba người còn lại.

#### Hạm đội Yonta Maria
Hạm đội Yonta Maria (ヨンタマリア大船団 Yonta Maria Dai-sendan) là một hạm đội gồm 56 chiến thuyền được lãnh đạo bởi Orlumbus. Trước đây họ là hạm đội tàu thám hiểm phục vụ cho vương quốc Standing, hiện đã chuyển qua làm hải tặc. Thuyền chính của hạm đội tên là Yonta Maria (ヨンタマリア号) với 5 thuyền Santa Maria (サンタマリア号 Santa Maria-gō) bé hơn và 50 thuyền Nita Maria (Nita Maria-gō) bé hơn nữa. Tong hạm đội còn có một cô bé tên là Columbus (コロンブス Koronbusu). Tổ chức này giữ số 7 trong Đại hạm đội Mũ Rơm.
Orlumbus
Orlumbus (オオロンブス Ōronbusu) là Đô Đốc chỉ huy hạm đội Yonta Maria. Ông là một cựu nhà thám hiểm tới từ Vương quốc Standing và hiện đã chuyển nghề sang làm hải tặc. Orlumbus có biệt danh là "Sát lục chi phối giả" (殺戮支配者 Satsuriku Shihaisha). Truy nã hiện tại của Orlumbus là 148,000,000
Bellamy
Bellamy (ベラミー Haiena no Beramī) nguyên là thuyền trưởng của băng hải tặc Bellamy với biệt danh Bellamy "Linh Cẩu" (ハイエナのベラミー Haiena no Beramī). Sau khi giương buồm ra khơi cùng các chiến hữu của mình do ở quê nhà quá buồn chán, thì Bellamy đã gặp Doflamingo và được hắn thu nạp làm thuộc hạ dưới trướng với điều kiện là không bao giờ được để thua bất cứ ai. Với cái giá 55 triệu lúc xuất hiện thì Bellamy được xem là một tên tân binh đáng gờm ở Mock Town. Bellamy đụng độ Luffy hai lần ở Mock Town và bị Luffy đánh bại ở lần thứ hai do bè lũ Bellamy đã cướp vàng của anh em ông Cricket. Đây cũng là lý do mà Doflamingo tìm đến Mock Town để hỏi tội Bellamy và đồng bọn, chịu tội xong thì Bellamy quyết định lên trên trời một chuyến. Xem ra Bellamy đã phải chịu nhiều mất mát trong chuyến đi này, nhưng chí ít là cũng còn sống và còn đem về được cho Doflamingo một cái cột vàng. Điều này đã giúp Bellamy có thêm một cơ hội nữa từ Doflamingo. Bellamy khi này đã trở nên trầm tính hơn và không còn cười nhạo ước mơ của người khác nữa. Bellamy tham gia Đấu trường Corrida ở Dressrosa với vai trò là một đấu sĩ của Bảng C để giành lấy trái Mera Mera với lời hứa từ Doflamingo là nếu thắng sẽ được kết nạp vào băng Donquixote. Tất nhiên Bellamy bại trận và bị Dellinger trừng phạt và được Bartolomeo cứu giúp. Khi cuộc chiến giữa liên minh Luffy - Law với băng Donquixote chính thức nổ ra thì Bellamy bị Doflamingo đem ra làm vật cản đường Luffy. Luffy một lần nữa đánh bại Bellamy, Bellamy cũng thật sự nhìn ra bộ mệt đểu giả của Doflamingo và không còn gì day dứt với hắn nữa. Sau trận chiến tại Dressrosa thì Bellamy quyết định tạm gác lại nghiệp hải tặc và theo học nghề thợ nhuộm. Có thể xem Bellamy là một thành viên không chính thức của Đại Hạm đội Mũ Rơm này khi anh ta cũng giữ một mảnh vivre card của Luffy. Bellamy sở hữu tái ác quỷ Bane Bane (バネバネの実) và trở thành Bản mẫu:"Người lò xo". Truy nã hiện tại của Bellamy là 195,000,000

## Các băng Hải Tặc

### Băng hải tặc Tóc Đỏ
Shanks "Tóc Đỏ"
Shanks (シャンクス Shankusu) có biệt danh là "Shanks Tóc Đỏ" (「赤髪のシャンクス」 "Akagami no Shankusu"), ông là thuyền trưởng của băng hải tặc Tóc Đỏ và hiện là một trong Tứ Hoàng. Shanks là một người khá thoải mái và có thể để cho người khác ném đồ ăn, thậm chí là nhổ nước bọt vào mình, nhưng anh vẫn không phản kháng, sau đó còn cùng thủy thủ đoàn cười đùa vì điều đó. Tuy nhiên anh sẽ không tha thứ cho bất cứ ai tấn công người bạn của mình. Shanks đã hi sinh cánh tay trái để cứu Luffy và cũng là người tặng cho cậu ấy chiếc mũ rơm. Ông thần tượng của Luffy, là người gieo ước mơ trở thành vua hải tặc của cậu. Thời niên thiếu thì Shanks là cựu thành viên của băng hải tặc Roger cùng với Buggy. Shanks có mối quan hệ bạn bè kiếm địch thủ lâu năm với Dracule Mihawk. Nội dung truyện về sau cho biết thân phận của Shank có một nguồn gốc rất đặc biệt. Truy nã hiện tại của Shanks là 4,048,900,000
Benn Beckman
Benn Beckman (ベン・ベックマン Ben Bekkuman) là thuyền phó của băng hải tặc Tóc Đỏ.
Yasopp
Yasopp (ヤソップ Yasoppu) là xạ thủ của băng Tóc đỏ và là cha của Usopp, chồng của bà Banchinna.
Lucky Roux
Rockstar
Rockstar (ロックスター Rokkusutā) là một lính mới trong băng hải tặc Tóc Đỏ, anh ta nhận nhiệm vụ giao thư của Shanks cho Râu Trắng. Rockstar có số tiền truy nã là 94,000,000

### Băng Hải tặc Alvida
Alvida
Alvida (アルビダ Arubida) là nữ thuyền trưởng của băng Hải tặc Alvida và là đồng minh của Buggy. Alvidacó biệt danh là "Kim Chuỳ" (金棒 Kanabō) và là thuyền trưởng hải tặc đầu tiên bị Luffy đánh bại sau khi ra khơi. Sau khi bị Luffy đánh bại thì Alvida đã gặp được Buggy và lập ra Liên minh Buggy & Alvida (バギー&アルビダ連合 Bagī ando Arubida Rengō
). Alvida hợp tác cùng cùng hắn với mục tiêu trả thù Luffy và tìm kiếm kho báu của thuyền trưởng John. Hiện Alvida thuộc ban quản trị của Buggy's Delivery cùng với Buggy và các thành viên khác. Ban đầu Alvida có ngoại hình béo mập vô cùng xấu xí, sau này thì cô ta đã ăn trái ác quỷ Sube Sube (スベスベ の 実 Sube Sube no Mi) hệ Paramecia và có một thân hình của siêu mẫu. Đồng thời Alvida cũng trở thành người trơn láng, có khả năng làm chệch hướng các đòn tấn công vật lý thông thường. và có số tiền truy nã là 5,000,000.

### Băng Hải tặc Buggy
Băng Hải tặc Buggy (バギー海賊団 Bagī Kaizokudan)  là băng hải tặc do Buggy sáng lập và làm thuyền trưởng. Sau khi Buggy bị Luffy đánh bay đi thì Cabaji và Mohji đã đánh nhau để tranh chức thuyền trưởng, hài hước là cuối cùng chú sư tử Richie mới là người giành chiến thắng chứ không phải là hai người. Rồi Buggy trở lại và một lần nữa về lại ngôi vị thuyền trưởng. Khi Buggy bị bắt vào Impel Down thì Alvida trở thành bà chị đại uy quyền nhất trên thuyền. Buggy vượt ngục thành công và tiếp tục giữ chức thuyền trưởng cho tới bây giờ. Băng Hải tặc Buggy là nòng cốt của Buggy's Delivery (バギーズ デリバリー Bagīzu Deribarī) hay Tổ chức môi giới Hải tặc (海賊派遣組織 Kaizoku Haken Soshiki). Và hiện là tổ chức chuyện săn lùng Hải Quân treo thưởng là "Cross Guild" (クロス・ギルド Kurosu Girudo).
Buggy
Buggy (バギー Bagī) là thuyền trưởng của băng Hải tặc Buggy đồng thời là chủ tịch của Buggy's Delivery, ngoài ra còn là một cựu Thất vũ hải. Biệt danh hiện tại của Buggy là  "Tên hề mũi đỏ Buggy" (千両道化のバギー Senryō Dōke no Bagī) và còn trước đây là "Tên hề Buggy" (道化のバギー Dōke no Bagī). Đồng thời Bugggy còn là cựu thành viên của băng Hải tặc Roger và cũng là bạn thân thủa thiếc thời của Tứ hoàng Shanks Tóc đỏ. Buggy sở hữu trái ác quỷ Bara Bara (バラバラの実 Bara Bara no Mi), hệ Paramecia, giúp hắn có khả năng phân tách các bộ phận trên cơ thể, và có thể đưa một phần cơ thể bay lên với điều kiện chân vẫn chạm đất (vốn dĩ Buggy định bán trái ác quỷ lấy tiền nhưng lỡ nuốt chửng khi đang giấu Shanks). Buggy là một trong các bại tướng của Luffy tại East Blue, sau này đuổi theo Luffy vào Grand Line rồi bị bắt vào Impel Down. Sau cuộc đột nhập của Luffy vào Impel Down và trận chiến lịch sử tại MarineFord, Buggy trở thành thủ lĩnh của một số lượng lớn hải tặc. Chính phủ thế giới đã mời Buggy vào Thất vũ hải để tránh những ảnh hưởng xấu từ đám hải tặc vượt ngục. Sau khi Thất Vũ Hải giải tán thì Buggy & đồng bọn bị Hải Quân truy sát, rồi do sự hiểu nhầm mà thành kẻ đứng đầu tổ chức "Cross Guild" chuyên treo thưởng săn lùng Hải Quân do Crocodile và Mihawk thành lập. Nhờ vậy mà hiện Buggy đã trở thành Tứ Hoàng và có số tiền truy nã là 3,189,000,000.
Mohji
Mohji (モージ Mōji) là thuyền phó của băng hải tặc Buggy. Mohji có biệt danh là "Nhà huấn luyện dã thú Mohji" (猛獣使いのモージ Mōjū-tsukai no Mōji) và là chủ của chú sư tử Richie.
Richie
Richie (リッチー  Ritchī) là chú sư tử của Mohji và cũng là một thành viên cảu băng Buggy. Trái với bề ngoài dữ tợn thì bản tính của Richie lại khá ngốc nghếch và hài hước.
Cabaji
Cabaji (カバジ Kabaji) là quản lý của băng hải tặc Buggy và có biệt danh là "Cabaji Nhào lộn" (曲芸のカバジ Kyokugi no Kabaji)  . Hắn là đối thủ của Zoro trong cuộc trạm chán tại Orange Town.
Galdino

### Băng Hải tặc Mèo Đen
Băng hải tặc Mèo Đen (クロネコ海賊団 Kuroneko Kaizokudan) là băng hải tặc do Thuyền trưởng Kuro đứng đầu, Jango là thuyền phó. Chúng từng đụng độ với đội Hải Quân của "Morgan Tay Rìu" khi ông ta còn là một binh sĩ cấp thấp. Kuro đã đập nát cằm của Morgan và khiến hắn ta chịu thương tật suốt đời. Cuộc chạm trán này cũng dẫn tới việc Kuro sẽ phải mai danh ẩn tích để tránh Hải Quân truy sát. Jango đã thôi miên một thành viên trong băng trông có nét giống Kuro tên là Nugire Yainu (ヌギレ・ヤイヌ) để hắn thế mạng thay thuyền trưởng. Sau khi Kuro ở ẩn thì vị trí thuyền trưởng giao cho Jango phụ trách. Con thuyền mà băng hải tặc Mèo Đen sở hữu có tên là "Benzan Black" (ベザン・ブラック Bezan Burakku).
Kuro
Kuro (クロ) là thuyền trưởng của Bẳng hải tặc Mèo đen với biệt danh "Kuro Trăm mưu". Trong thời gian mai danh ẩn tích sau sự vụ với nhóm Hải Quân của Morgan thì Kuro đã trà trộn vào gia đình Kaya. Kuro trở thành quan gia của gia đình Kaya với cái tên giả là Kalahadore (Kurahadōru) với âm mưu sát hại Kaya để chiếm lấy gia sản của gia đình cô bé. Usopp & nhóm Luffy đã phát hiện ra âm mưu hiểm độc của Kuro và đánh bại hắn cùng băng hải tặc Mèo Đen. Kuro có số tiền truy nã là 16,000,000 .
Anh em Nyaban
"Anh em Nyaban" (ニャーバン・兄弟 (ブラザーズ) Nyāban Burazāzu) gồm thành viên là Sham (シャム Shamu) và Buchi (ブチ) chuyên có nhiệm vụ gác tàu trong băng. Anh em Nyaban mỗi người có số tiền truy nã là 7,000,000 .

### Băng Hải tặc Krieg
Hay Hạm đội Hải tặc Krieg.
Don Krieg
Don Krieg sở hữu một bộ giáp mà theo hắn là bất khả chiến bại, cùng nhiều vũ khí nguy hiểm có khả năng sát thương cao. Truy nã ở thời điểm 2 năm trước của Krieg là 17,000,000.
Gin
Gin (ギン) là cánh tay phải của Krieg và là đối thủ của Sanji trong sự kiện ở nhà hàng Baratie. Biệt danh của anh ta là "Quỷ nhân" Gin (鬼人のギン Kijin no Gin) và là một kẻ vô cùng tàn bạo. Trước lòng tốt và sự tận tâm của Sanji thì tâm tính của Gin đã có nhiều sự thay đổi. Trước khi chia tay, dù không biết sống chết thế nào nhưng Gin đã hẹn gặp lại Sanji cùng Luffy ở trong Grand Line. Gin sử dụng vũ khí là thanh tonfa. Truy nã của Gin là 12,000,000.
Pearl
Pearl (パール Pāru) là thành viên của băng Krieg với biệt danh "Pearl Tường Sắt" (鉄壁のパール Teppeki no Pāru). Hắn ta tự tin là mình có khả năng phòng thủ mạnh mẽ và lại rất sợ bị đổ máu. Sau khi gặp Sanji thì Pearl đã phải đổ máu.

### Băng hải tặc Arlong
Arlong
Arlong (アーロン  Āron) là thuyền trưởng của Băng hải tặc Arlong và có biệt danh là "Arlong Răng cưa" (ノコギリのアーロン Nokogiri no Āron). Arlong là người cá mập răng cưa thuộc chủng tộc Người cá có quê gốc tại Quận Người cá thuộc Vương quốc Ryugu ở Grand Line. Arlong và các thành viên cốt cát trong băng của mình đều là anh em bạn bè chòm xóm ở cùng Quận Người cá với Fishger Tiger và Jinbe. Với sự mến mộ dành cho Fishter Tiger thì Arlong đã gia nhập băng hải tặc Mặt Trời sau khi Fishter Tiger trở về từ Thánh địa Mary Goeise và là thành viên cốt cán của băng bên cạnh Jinbe, Aladdin. Bản chất là một tên du thủ du thực ngang tàng khinh miệt con người, sau cái chết của Fisher Tiger thì sự căm thù đó đã tiến lên thành "phân biệt chủng tộc". Arlong đã tìm Hải Quân để trả thù và bị Kizaru, khi này là Phó Đô Đốc đánh bại. Jinbe đã chấp nhận gia nhập Thất Vũ Hải để dối lấy sự tự do cho Arlong. Sau khi ra tù cộng với sự bất đồng quan điểm với Jinbe thì Arlong đã dẫn theo những anh em ủng hộ mình và lập ra một băng hải tặc mới. Arlong cùng băng của hắn tiến về East Blue và đô hộ Làng Cocoyashi của Nami cho đến khi bị Luffy & băng Mũ Rơm tiêu diệt. Số tiền truy nã của Arlong là 20,000,000.
Hatchan
Hatchan (はっちゃん) là một trong bốn thành vien cốt cán của băng hải tặc Arlong. Hatchan là người bạch tuộc và cũng có xuất thân từ Quân Người cá thuộc Vương quốc Ryugu ở Grand Line. Trước từng thuộc băng hải tặc Mặt Trời dưới thời Fisher Tiger rồi theo Arlong tách ra lập băng mới. Hatchan là một kiếm với trường phái kiếm thuật riêng có tên là "Lục Kiếm Phái" (六刀流 Rokutōryū), Hatchan là địch thủ của Zoro trong cuộc chiến giữa hai băng. Sau khi băng Arlong bị đánh bại, trên đường bị áp giải tới nhà tù thì may mắn Hatchan thoát ra được. Trong chuyến hành trình trở về quê nhà thì Hatchan vô tình gặp gỡ và cứu giúp Keimi với Papug. Sau khi hợp sức với băng Mũ Rơm giải cứu Keimi khỏi tay Băng Kị sĩ Cá chuồn thì Hatchan dần dần được Nami tha thứ cũng như có được cái nhìn khác từ băng Mũ Rơm. Những người thân thiết với Hatchan thường gọi anh với cái tên Hachi (ハチ). Truy nã của Hatchan là 8,000,000.
Kuroobi
Kuroobi (クロオビ Kuroobi) là một trong bốn thành vien cốt cán của băng hải tặc Arlong. Hatchan là một người cá đuối và cũng có xuất thân từ Quân Người cá thuộc Vương quốc Ryugu ở Grand Line. Trước từng thuộc băng hải tặc Mặt Trời dưới thời Fisher Tiger rồi theo Arlong tách ra lập băng mới. Kuroobi là một võ sư sử dụng "Karate Người cá". Hatchan là địch thủ của Zoro trong cuộc chiến giữa hai băng. Kuroobi là địch thủ của Sạni trong cuộc chiến giữa hai băng. Truy nã của Kuroobi là 9,000,000.
Chew
Chew (チュウ Chū) là một trong bốn thành vien cốt cán của băng hải tặc Arlong. Chew là một người cá đục và cũng có xuất thân từ Quân Người cá thuộc Vương quốc Ryugu ở Grand Line. Trước từng thuộc băng hải tặc Mặt Trời dưới thời Fisher Tiger rồi theo Arlong tách ra lập băng mới. Chew là địch thủ của Usopp trong cuộc chiến giữa hai băng. Chew có mức truy nã là 5,500,000 .

### Băng hải tặc Râu Đen
Băng hải tặc Râu Đen (黒ひげ海賊団) là băng hải tặc do Tứ Hoàng Marshall D. Tech làm thuyền trưởng. Ban đầu băng có năm thành viên, sau khi đột nhập thành công vào Impel Down băng Râu Đen đã xuống Level 6 với lời mời gia nhập băng của mình. Số thành viên chính của băng sau đó đã tăng lên thành mười người, cả bốn thành viên mới đều là những hải tặc / tội phạm đã gây rất nhiều tội ác đến mức sự tồn tại của cả bốn đã bị xoá khỏi lịch sử. Hiện nay quy mô của băng Hải tặc Râu đen đã lớn mạnh hơn trước rất nhiều.
Râu Đen - Marshall D. Teach
Marshall D. Teach (マーシャル・D・ティーチ Māsharu Dī Tīchi) là thuyền trưởng của băng hải tặc Râu Đen và là một phần của "Thế hệ tồi tệ nhất" (最悪の世代 Saiaku no Sedai). Teach đoạt lấy vị trí Tứ Hoàng của Râu Trắng sau khi ông mất. Teach từng là thành viên của băng Hải tặc Râu Trắng, hắn bỏ trốn khỏi băng sau khi sát hại Đội trưởng Đội 4 Thatch để cướp lấy trái ác quỷ Yami Yami (ヤミヤミの実 Yami Yami no Mi),  trái ác quỷ độc nhất vô nhị của hệ Logia với sức mạnh của bóng tối. Ban đầu Teach có ý định bắt Luffy để được tham gia vào Thất vũ hải nhưng bị Ace ngăn cản. Râu đen đã đánh bại Ace và giao nộp anh cho Chính phủ, hành động này đã châm ngòi cho cuộc chiến giữa Hải quân và Tứ Hoàng Râu Trắng. Khi trận chiến tại Marineford xảy ra, Teach và băng của mình đã đột nhập vào Impel Down với mục tiêu tuyển mộ thêm các thành viên mới. Khi cuộc chiến giữ băng Râu Trắng và Hải Quân đã gần đi vào hồi kết thì Râu Đen cùng băng của hắn bất ngờ xuất hiện và ra tay kết liễu Râu Trắng. Đồng thời nhờ sức mạnh của trái Yami Yami giúp Râu Đen đoạt được sức mạnh của Gura Gura khi Râu Trắng vừa chết. Hiện nay Râu đen đang săn lùng các trái ác quỷ mạnh trên bốn biển nhằm phục vụ cho mục đích bá chủ của mình. Mục tiêu của Teach cũng giống Luffy, đó là trở thành Vua Hải Tặc. Việc Teach đồng thời sở hữu sức mạnh của hai trái ác quỷ Yami Yami và Gura Gura khiến hắn trở thành nhân vật duy nhất trong One Piece được biết là sở cùng lúc sở hữu hai năng lực, trên lý thuyết là không thể vì nếu ăn hai trái ác quỷ thì linh hồn của hai trái sẽ xung đột và người đó sẽ chết. Truy nã hiện tại của Râu Đen là 3,996,000,000
Van Augur
Van Augur (ヴァン･オーガー  Van Ōgā) là xạ thủ của băng Râu đen và có biệt danh là "Siêu âm" (音越 Otogoe). Ông có khả năng thiện xạ và tài bắn nhanh tuyệt vời. Augur sử dụng một khẩu súng trường có tên là "Senriku" (千陸), trông nó giống khẩu Blunderbuss ở ngoài đời thực nhưng lớn hơn. Truy nã hiện tại của Augur không có con số chính thức, còn hắn có con số ước chừng ở một thời điểm nào đó ít nhất tầm là 64,000,000.
Jesus Burgess
Jesus Burgess (ジーザス・バージェス Jīzasu Bājesu) là lái tàu của băng và hiện là Thuyền trưởng Thuyền số 1 của băng. Burgess có biệt danh là Champion (チャンピオン Chanpion, tiếng Việt: Nhà vô địch). Burgess chiến đấu bằng tay không và cũng khá thành thạo Haki vũ trang. Burgess có phong cách và tạo hình rất giống các "Đô vật chuyên nghiệp Mexico". Truy nã hiện tại của Burgess không có con số chính thức, còn hắn có con số ước chừng ở một thời điểm nào đó ít nhất là tầm 20,000,000.
Doc Q
Doc Q (ドクQ Doku Kyū) là bác sĩ và hiện là Thuyền trưởng Thuyền số 9 của băng. Doc Q có biệt danh là "Thần Chết" (死神 Shinigami) nhưng gã có thân hình ốm yếu và phải nhờ con Stronger (ストロンガー Sutorongā), một con ngựa cũng ốm yếu như gã chở. Vũ khí của gã là một cây lưỡi hái hai lưỡi. Truy nã hiện tại của Doc Q không có con số chính thức, còn hắn có con số ước chừng ở một thời điểm nào đó ít nhất là tầm 72,000,000.
Laffitte
Laffitte (ラフィット Rafitto) là Hoa tiêu của băng Râu đen. Laffite từng là cảnh sát ở West Blue, sau bị đuổi khỏi ngành vì hành động quá độc ác và bạo lực. Ngoại hình của Laffitte là một người đàn ông cao, gầy và có chút gì đó liên tưởng đến các diễn viên kịch câm. Laffitte sử dụng một thanh kiếm với hình dáng của một cây gậy. Truy nã hiện tại của Laffitte không có con số chính thức, còn hắn có con số ước chừng ở một thời điểm nào đó ít nhất là tầm 42,000,000.
Shiryu
Shiryu (シリュウ Shiryū) là cựu Cai Ngục Trưởng của Impel Down hiện là Thuyển trưởng Thuyền số 2 của băng. Ông ta có biệt danh là "Cơn Mưa Shiryu" (雨のシリュウ Ame no Shiryū) và là một kiếm sĩ. Ông ta từng bị Magellan giam vào Level 6 vì đối xử với tù nhân quá tàn bạo, coi họ là công cụ để giết thời gian. Khi băng Râu Đen tấn công Impel Down, ông ta tạm thời được phóng thích để đối phó với Teach. Tuy nhiên Shiryu lại quyết định trở thành thành viên băng Râu đen. Shiryu hiện là chủ sỏ hữu của trái ác quỷ Suke Suke và là Người Tàng hình.
Avalo Pizzaro
Avalo Pizzaro hiện là Thuyền trưởng Thuyền số 4 của băng. Ông ta có biệt danh là "Ác chính Vương."
Catarina Devon
Catarina Devon hiện là thuyền trưởng Thuyền số 6 của băng. Bà ta có biệt danh là "Huyền Nguyệt Thú." Bà ta sở hữu trái ác quỷ Zoan Thần Thoại Inu Inu, Model: Cửu Vĩ Hồ.
Vasco Shot
Sanjuan Wolf
Kuzan
Kuzan (クザン) là cựu Đại tướng Hải Quân. Biệt danh khi ông còn làm Đại tướng là Aokiji (青雉 (Thanh Trĩ) nghĩa đen "Chim tri xanh"). Thời trẻ ông là học trò của Garp. Kuzan rời Hải Quân sau khi là kẻ thua trận trong cuộc chiến tranh chức Nguyên soái với Sakazuki trên đảo Punk Hazard và bị mất một chân. Ông chu du nhiều nơi cùng chú chim cánh cụt tên "Camel". Ông hiện có một mối liên hệ bí ẩn với Tứ Hoàng Marshall D. Teach và băng Hải tặc Râu đen. Kuzan sở hữu trái Hie Hie (ヒエヒエの実 Hie Hie no Mi) hệ Logia, giúp ông có khả năng biến cơ thể mình và các vật xung quanh thành băng. Tác giả Oda Eiichiro dựa trên diễn viên điện ảnh Matsuda Yusaku để tạo ra Kuzan.

### Băng hải tặc Chiến binh Người khổng lồ
Jorul
Jarul
Brogy
Số tiền truy nã của Brogy là 100.000.000
Dorgy
Số tiền truy nã của Dorgy là 100.000.000
Oimo
Kashii

### Baroque Works
Baroque Works (バロックワークス Barokku Wākusu) là một tổ chức tội phạm do Crocodile sáng lập tập hợp nhiều anh tài từ bốn vùng biển, phục vụ cho kế hoạch chiếm đoạt Alabasta của Crocodile.
"Mr.0" Crocodile 
Mr. 0 (ミスター・ゼロ Misutā Zero) tên thật là Crocodile (クロコダイル Kurokodairu) là một cựu Shichibukai và từng là trùm tổ chức Baroque Works. Crocodile có biệt danh là Sir Crocodile (サー・クロコダイル Sā Kurokodairu) hoặc Ông Hoàng Sa Mạc (砂漠の王 Sabaku no Ō). Crocodile sỡ hữu trái ác quỷ hệ Logia, Suna Suna (スナスナの実 Suna Suna no Mi) giúp hắn trở thành Người Cát, tạo ra và điều khiển cát. Crocodile có tham vọng chiếm giữ vũ khí cổ đại Pluton nên bày mưu chiếm lấy vương quốc Alabasta. Tuy nhiên kế hoạch này bị Luffy phá vỡ, Crocodile bị tước danh hiệu Shichibukai và bị giam ở Impel Down. Ở trận chiến Marine Ford, Crocodile muốn lấy đầu Râu Trắng nên đã đề nghị liên minh với Luffy để vượt ngục. Hiện Crocodile đã lập tổ chức mới hoặc băng hải tặc và đang ở Tân thế giới. Truy nã của Crocodile sau khi bị bãi bỏ chức vụ Shichibukai là 1.965.000.000
Mr.1
- Chương đầu tiên xuất hiện: 160
- Biệt danh:"Kẻ sát nhân" Daz Bonez
- Trái ác quỷ: Supa Supa
- Tàu trực thuộc: Kill Sasson
- Chức vụ: Cựu nhân viên đại lí
- Xuất thân: West Blue
- Sinh nhật: 1/1
- Chiều cao: 212 cm
- Cung: Ma Kết
- Nhóm máu: F
- Món khoái khẩu: Trà Mate, thịt nguội sống
- Mức truy nã  75 000 000
- Lồng tiếng: Tetsu Inada

Miss Double Finger
- Chương đầu tiên xuất hiện: 160
- Biệt danh: Zala "Nhện độc"
- Trái ác quỷ: Toge Toge
- Tàu trực thuộc: Kill Sasson
- Chức vụ: Cựu nhân viên đại lý
- Xuất thân: Grand Line
- Sinh nhật: 30/7
- Chiều cao: 187 cm
- Cung: Sư Tử
- Nhóm máu: X
- Món khoái khẩu: Trà thảo mộc
- Mức truy nã  35 000 000
- Lồng tiếng: Ako Mayama, Yuko Tachibana

Mr.2 Bon Clay
- Chương đầu tiên xuất hiện: 154
- Biệt danh: Bentham" Hoang dại"
- Trái ác quỷ: Mane Mane
- Tàu trực thuộc: Swanda Siêu tốc
- Chức vụ: Cựu nhân viên đại lí B.W
- Xuất thân: East Blue
- Sinh nhật: 15/8
- Chiều cao: 238 cm
- Cung: Sư Tử
- Nhóm máu: F
- Món khoái khẩu: Bạch tuộc Parfait, trà rang
- Mức truy nã  32 000 000
- Lồng tiếng: Kazuki Yao

Akumal
Trợ lý của Mr.2-Bon Kurei, thường hành động cùng hắn. Trên đàu có mái tóc hình con dơi.
Mr.3 
- Chương đầu tiên xuất hiện: 117
- Biệt danh: Galdino "Tiền đen"
- Trái ác quỷ: Doru Doru
- Tàu trực thuộc: Big Top
- Chức vụ: Quản lí
- Xuất thân: South Blue
- Sinh nhật: 3/3
- Chiều cao: 179 cm
- Cung: Song Ngư
- Nhóm máu: F
- Món khoái khẩu: Hồng trà(Earl Grey), những món hợp với hồng trà
- Mức truy nã  24 000 000
- Lồng tiếng: Nobuyuki Hiyama

Miss Golden Week
- Chương đầu tiên xuất hiện: 117
- Biệt danh: "Kì thủ tự do" Marianne
- Tàu trực thuộc: Tennen Maru Khéo léo
- Chức vụ: Cựu nhân viên đại lí B.W
- Xuất thân: North Blue
- Sinh nhật: 29/4
- Chiều cao: 145 cm
- Cung: Kim Ngưu
- Nhóm máu: XF
- Món khoái khẩu: Bánh gạo, trà xanh
- Mức truy nã  29 000 000

Mr.4
- Chương đầu tiên xuất hiện: 160
- Biệt danh: " Kẻ giết Catcher" Babe
- Tàu trực thuộc: Holy Home Run
- Chức vụ: Cựu nhân viên đại lí B.W
- Xuất thân: Grand Line
- Sinh nhật: 19/6
- Chiều cao: 218 cm
- Cung: Song Tử
- Nhóm máu: F
- Món khoái khẩu: Trà táo, Pizza
- Mức truy nã  3 200 000
- Lồng tiếng: Masaya Takatsuka

Miss Merry Christmas
- Chương đầu tiên xuất hiện: 160
- Biệt danh: " Kẻ hủy diệt thị trấn" Drophy
- Trái ác quỷ: Mogu Mogu
- Tàu trực thuộc: Holy Home Run
- Chức vụ:Cựu  nhân viên đại lí B.W
- Xuất thân: Grand Line
- Sinh nhật: 25/12
- Chiều cao: 179 cm
- Cung: Ma Kết
- Nhóm máu: S
- Món khoái khẩu: Orange Pekoe
- Mức truy nã  14 000 000
- Lồng tiếng: Mami Kingetsu

Mr.5 
- Chương đâu tiên xuất hiện: 110
- Biệt danh: Gem "Biên giới"
- Trái ác quỷ: Bomu Bomu
- Tàu trực thuộc: Pop Rock Candy
- Chức vụ:Cựu nhân viên đại lí B.W
- Xuất thân: South Blue
- Sinh nhật: 26/7
- Chiều cao: 197 cm
- Cung: Sư Tử
- Nhóm máu: X
- Món khoái khẩu: Trà hỏa dược, hỏa dược cao cấp, cơm hỏa dược
- Mức truy nã  10 000 000
- Lồng tiếng: Masaya Takasuka

Miss Valentine
- Chương đâu tiên xuất hiện: 110
- Biệt danh: "Chuyên ga vận chuyển" Mikita
- Trái ác quỷ: Kilo Kilo
- Tàu trực thuộc: Pop Rock Candy
- Chức vụ:Cựu nhân viên đại lí B.W
- Xuất thân: West Blue
- Sinh nhật: 14/2
- Chiều cao: 177 cm
- Cung: Bảo Bình
- Nhóm máu: X
- Món khoái khẩu: Trà xanh, Chocolate
- Mức truy nã  7 500 000
- Lồng tiếng: Fumiko Orikasa

Mr.7 
Nhân viên của B.W, tay bắn tỉa cộng tác với Miss Farther Day. Trên người hắn toàn số 7. Câu cửa miệng là "Chí phải" và "Ố hố hố hố". Nhận nhiệm vụ nã pháo vào quảng trường trước cung điện nhưng bị bọn Vivi ngăn cản. Vũ khí của hắn là "Khẩu súng vàng".
Miss Father Day
Nhân viên của B.W, tay bắn tỉa bắt cặp với Mr.7. Trên người mặc bộ đồ hình con ếch, câu cửa miệng là "Ếch ôpk". Khi pháo nổ ở quảng trường trước cung điện, cô ta xuất hiện trong tháp đồng hồ để nhắm bắn Pell bằng súng Ồm ộp.
Mr.9
Nhân viên B.W, người cộng tác với Miss Wednesday(Vivi), dùng hai cây gậy đánh bóng làm vũ khí. Nhận nhiệm vụ bắt Laboon nhưng bị bọn Luffy ngăn cản. Sau đó định trả thủ ở đỉnh Whis-key nhưng bị Zoro hạ đo ván
Mr.11
Tay kiếm sĩ có chức vụ lẹt đẹt trong B.W. Hình như mang theo bảo kiếm Hoa Châu. Bị hải quân do Smoker dẫn đầu bắt tại Re-naisse, sau đó bị nhóm nhân viên hàng tỉ trừ khử.
Mr.13
Con rái cá làm thành một cặp cùng hành đông với Miss  Friday. Công việc của nó là vẽ chân dung  những kẻ biết bí mật về B.W và bắo về tổng bộ.
Miss Friday
Con kền kền là thành viên của Unluckies có nhiệm vụ truyền tin tức và mệnh lệnh, đồng thời giám sát nhiệm vụ của các nhân viên. Nếu phát hiện có kẻ thất bại, nó sẽ dùng khẩu súng sau lưng để trừ khử người đó. Sau khi B.W sụp đổ, nó cùng Mr.13 đã bị hải quân bắt giữ.
Miss Monday
Tự hào về sức mạnh ghê gớm, là người cộng tác với Mr.8. Giả làm nữ tu, thi uống rượu với Nami. Sau khi B.W sụp đổ, tình yêu giữa cô ta và Mr.9 đơm hoa kết trái, cả hai kết hôn và tiếp tục hành nghề thợ săn tiền thường
Mr.Shimizu
Ông bác say rượu trà trộn trong đám con gái để bao vây Sanji. Ở đâu có bàn nhậu, ở đó có ông !
Miss Catherina
Vờ bảo vệ đứa bé để tung hỏa mù hòng tấn công Zoro nhưng vô dụng, ngược lại còn bị đánh ngất.
Mr.Beans
Cộng tác với Miss Catherina, lợi dụng bề ngoài như con nít để lừa gạt người khác.
Mr.Love
Nhân viên B.W cải trăng thành dân thường. Hội viên số 31 trong fan club của MIss Valentine.
Mr.Mero
Nhân viên của B.W. Đây là kẻ đã mang Dance Pow-der vào Nanohana nhưng lại nói dối rằng đó là chỉ thị của quốc vương dẫn đến sự ra đời của phiến quân. Sau đó hắn đã lén thủ tiêu Mr.11 đang bị Smoker bắt giữ.

### Liên Hợp Quân Khỉ Núi
Mont Blanc Cricket
- Chương đâu tiên xuất hiện: 227
- Tàu trực thuộc: Kuri Marron Marine
- Chức vụ: Liên hiệp quân khỉ núi: Trùm cuối
- Xuất thân: North Blue
- Sinh nhật: 11/9
- Chiều cao: 242 cm
- Cung: Xử Nữ
- Nhóm máu: S
- Món khoái khẩu: Hạt dẻ trộn khoai lang nghiền.
- Mức truy nã  25 000 000
- Lồng tiếng: Takashi Taniguch, Naoya Uchida.

Masira
- Chương đâu tiên xuất hiện: 219
- Biệt danh: "Vua trục vớt" Misara
- Tàu trực thuộc: Vitory Hunter
- Chức vụ: 
  - Liên hiệp quân khỉ núi: Quản lí
  - Băng hải tặc Misara: Sếp sòng
- Xuất thân: North Blue
- Sinh nhật: 4/3
- Chiều cao: 345 cm
- Cung: Song Ngư
- Nhóm máu: F
- Món khoái khẩu: Chuối
- Mức truy nã  23 000 000
- Lồng tiếng: Aruno Tahara

Shoujou
- Chương đâu tiên xuất hiện: 226
- Biệt danh: "Vua tìm kiếm đáy biển" Shojo
- Tàu trực thuộc: Utan Sonar
- Chức vụ: 
  - Liên hiệp quân khỉ núi: Quản lí
  - Băng hải tặc Shojo: Sếp lớn
- Xuất thân: South Blue
- Sinh nhật: 8/5
- Chiều cao: 351 cm
- Cung: Kim Ngưu
- Nhóm máu: X
- Món khoái khẩu: Chôm Chôm
- Mức truy nã  36 000 000
- Lồng tiếng: Isamu Tanonaka

### Băng hải tặc Foxy
Foxy
Số tiền truy nã của Foxy là 24.000.000
Porche
Porche'
Hamburg
Kibagaeru
Itomimizu
Chuchun
Capote
Monda
Pickles
Big Pan
Referee
Gina
Donovan
Sonieh
George Mach
Mountain Ricky
Băng hải tặc Fanged Toad

### Băng hải tặc Thriller Bark
Gecko Moria
Mức truy nã hiện tại của Moria là 320.000.000
Hogback
Absalom
Perona

### Băng Hải tặc Heart
Trafalgar Law
Trafalgar Law (トラファルガー・ロー Torafarugā Rō) là thuyền trưởng của băng hải tặc Heart và là một trong các Siêu Tân Tinh cùng thời với Luffy. Tên đầy đủ của Law là "Trafalgar D. Water Law" (トラファルガー・D (ディー)・ワーテル・ロー Torafarugā Dī Wāteru Rō). Law có biệt danh là "Bác sĩ ngoại khoa tử thần" (死の外科医 Shi no Gekai). Law là người duy nhất còn sống sau khi quê hương Flevance của anh bị bệnh dịch tàn phá. Tuy nhiên thì anh cũng bị nhiễm bệnh và xin gia nhập băng hải tặc Donquixote. Trong khoảng thời gian này anh được dạy kỹ năng chiến đấu và hội ngộ với một người là Corazon, em trai của Doflamingo. Corazon đã cứu Law bằng cách cho anh ăn trái ác quỷ Ope Ope (オペオペの実 Ope Ope no Mi) cho khả năng "phẫu thuật trong không gian", điều này cũng dẫn tới cái chết của Corazon dưới tay Doflamingo. Sau đó Law đi theo con đường riêng và lập ra băng hải tặc Heart của mình. Law còn có một thời gian giữ tước hiệu Thất Vũ Hải. Trong lòng Law vẫn nung nấu ý định trả thù Doflamingo, sau nhiều lần hội ngộ với Luffy thì đôi bên đã liên minh và đánh bại được Doflamingo tại Dressrosa. Trong cuộc chiến ở Wano Quốc thì Law là một trong các thủ lĩnh của Liên minh Samurai-Ninja- Hải tặc-Mink và giành chiến thắng trước liên minh Tứ Hoàng Big Mom-Kaidou.Sau khi rời khỏi Wano Quốc thì giữa đưỡng bị Râu Đen và băng của hắn phục kích ở Đảo Winner. Băng Heart bại trận hoàn toàn, Law may mắn được Bepo cứu và nhảy xuống biển trốn thoát trước khi Râu Đen kịp xuống tay. Sau chiến thắng ở Wano QUốc thì số tiền truy nã hiện nay của Law là 3,000,000,000.
Bepo
- Chương đâu tiên xuất hiện: 500
- Tộc: tộc Mink
- Tàu trực thuộc: Porlar Tang
- Xuất thân: Vương quốc Mokomo
- Sinh nhật: 20/11
- Chiều cao: 240 cm
- Cung: Bọ Cạp
- Nhóm máu: S
- Món khoái khẩu: Đá Bào.
- Mức truy nã: 500 .
- Lồng tiếng: Yasuhiro Takato.

Penguin
Từng thách thức Law ở đải Swallow nhưng cuối cùng lại bị đánh bại. 2 năm sau, cậu ta đã gắn thêm chữ Penguin trên nón.
- Chương đâu tiên xuất hiện: 498
- Tàu trực thuộc: Porlar Tang
- Xuất thân: North Blue- Đảo Swallow
- Sinh nhật: 25/4
- Cung: Kim Ngưu
- Thành viên của băng hải tặc Heart.

Shachi
- Chương đâu tiên xuất hiện: 498
- Tàu trực thuộc: Porlar Tang
- Xuất thân: North Blue- Đảo Swallow
- Sinh nhật: 7/4
- Cung: Kim Ngưu
- Thành viên của băng hải tặc Heart. Đụng độ Law trong hoàn cảnh tương tự Penguin. Là người có tính cách thẳng thắn.

Jean Bart
Người đàn ông to lớn bị Thiên Long Nhân bắt giữ. Sau đó được Law giải thoát nhờ vụ hỗn loạn ở sàn đấu giá. Sau này trở thành thành viên của băng.
- Chương đâu tiên xuất hiện: 497
- Tàu trực thuộc: Porlar Tang
- Xuất thân: ?
- Sinh nhật: 6/4
- Cung: Bạch Dương

Ikkaku
Uni
Clione

### Băng Hải tặc Kid
Eustass Kid
Eustass Kid (ユースタス・キッド Yūsutasu Kiddo) là thuyền trưởng của băng hải tặc Kid. Anh có biệt danh là Eustass "Captain" Kid (ユースタス・"キャプテン"・キッド Yūsutasu "Kyaputen" Kiddo). Trong 2 năm timeskip thì Kid và băng của mình từng có đụng độ với băng Tóc Đỏ và băng Big Mom. Việc chạm trán với băng Tóc Đỏ đã khiến Kid mất đi cánh tay trái. Gần đây thì Kid, Appo và Hawkin đã liên minh với mục tiêu hạ bệ Tứ hoàng Shanks. Tuy nhiên thì Kaidou bất ngờ xuất hiện và khiến mọi thứ tan tành theo mây khói. Sau đó Kid và băng của mình bị bắt tới Wano Quốc và hợp với băng Mũ Rơm & Heart để tiêu diệt liên minh Kaidou-Big Mom. Sau khi rời khỏi Wano Quốc thì Kid và băng của mình tìm tới quê hương của người khổng lồ Elbaff. Tại đây thì Kid cùng băng của mình chạm trán với băng hải tặc Tóc Đỏ cùng đồng minh của ông ấy. Sau cùng cả băng hải tặc Kid bị Shanks và đồng minh của ông ấy tiêu diệt. Sau chiến thăng ở Wano Quốc thì số tiền truy nã hiện nay của Kid là 3,000,000,000.
Killer
Killer (ユースタス・キッド Yūsutasu Kiddo) là một thành viên của băng hải tặc Kid và cũng là một Siêu Tân Tinh cùng thế hệ với Luffy. Biệt danh của Killer là "Sát Lục Võ Nhân" (殺戮武人 Satsuriku Bujin). Sau khi bị bắt tới Wano thì Kiler bị ép phải làm sát thủ phục vụ cho Tướng quân Orochi với tên là "Nhân Trảm Kamazou" (人斬り鎌ぞう Hitokiri Kamazō) Số tiền truy nã hiện nay của Killer là 200,000,000.
Wire
Thuyền viên của băng hải tặc Kid. Chiến đấu bằng cây mâu ba nhánh. Rất thích mặc đồ lưới, ngay chính giữa ngực có hình xăm biểu tượng băng hải tặc Kid.
Heat
Thành viên băng hải tặc Kid. Đặc trưng là bộ tóc bờm xờm màu xanh ngọc, có khả năng khè lửa từ miệng. Nhìn thì hung hăng nhưng thực chất lại vô cùng điềm tĩnh, thậm chí còn phân tích hành động của Luffy sau khi đánh mất anh trai.

### Băng hải tặc Fire Tank
Capone Bege
Capone Bege (カポネ・ベッジ Kapone Gyangu Bejji) là thuyền trưởng của băng hải tặc Fire Tank. Bege có biệt danh là Capone "Gang" Bege (カポネ・"ギャング"・ベッジ Kapone "Gyangu" Bejji). Bege trở thành con rể của Big Mom sau khi cưới Chiffon. Mặc dù Bege rất bạo lực, tàn ác với người ngoài nhưng ông ta lại hết mực yêu quý vợ con và các thành viên trong băng của mình. Tuy là về dưới trướng Big Mom nhưng Bege vẫn nung nấu kế hoạch ám sát bà ta, sau khi hội ngộ với nhóm Luffy tại Totto Land thì đôi bên đã quyết định đi tới liên minh để thực hiện âm mưu này. Dù là kế hoạch ám sát thất bại nhưng Bege và băng của ông ta vẫn toàn mạng để rời khỏi Totto Land. Bege hiện đang đi tìm Lola theo nguyện vọng của vợ. Bege sở hữu trái ác quỷ Shiro Shiro (シロシロの実 Shiro Shiro no Mi) và trở thành "Người Pháo Đài" (城人間 Shiro Ningen). Sau cuộc chiến ở đảo Whole Cake, số tiền truy nã hiện nay của Bege là 350,000,000.
Charlotte Chiffon
Charlotte Chiffon (シャーロット・シフォン Shārotto Shifon) là con gái thứ 25 của Big Mom với người chồng thứ 22 của bà ta. Chiffon là chị sinh đôi của Lola và là cựu "Bộ trưởng Funwari" (ふんわり大臣 Funwari Daijin) của Totto Land. Cô hiện là phu nhân thuyền trưởng của băng hải tặc Fire Tank và họ cũng chính là gia đinh thực sự của cô. Mặc dù là người gia tộc Charlotte nhưng cô lại chống đối lại Big Mom và đứng về bên phe chồng. Mối quan hệ của Chiffon với Nami cũng giống với Lola, đôi bên xem nhau như chị em kết nghĩa đặc biệt Nami lại còn là ân nhân của Lola nữa. Về nấu ăn thì cô có sở trường nấu bánh chiffon siêu hạng.
Capone Pez
Capone Pez (カポネ・ペッツ Kapone Pettsu) là con trai của Bege và Chiffon đồng thời là cháu ngoại của Big Mom. Pez cũng có biệt danh giống ba mình là Capone "Gang" Pez (カポネ・"ギャング"・ペッツ Kapone "Gyangu" Pettsu).
Vito
Vito (ヴィト) là thành viên băng hải tặc Fire Tank và giữ vai trò cố vấn trong băng. Vito có biệt danh là "Quái Súng" (怪銃 Kaijū), anh ta là một fan hâm mộ cuồng nhiệt của Germa 66. Số tiền truy nã của Vito là 95.000.000.
Gotti
Gotti (ゴッティ) là một thành viên khác của băng Fire Tank và là một sát thủ. Sau khi cùng băng của mình tới Dressorsa để đi tìm em dâu của thuyền trưởng, Gotti đã giải cứu cho Lola khỏi tay Hải Quân rồi giữa cả hai nảy sinh tình cảm. Cuộc gặp gỡ này kết thúc với đám cưới giữa Gotti và Lola trong sự chung vui của băng Firetank và băng Rolling cùng ông Pound là cha của hai chị em họ. Số tiền truy nã của Gotti là 90.000.000.

### Băng hải tặc Hawkins
Basil Hawkins
Basil Hawkins (バジル・ホーキンス Bajiru Hōkinsu) là thuyền trưởng băng hải tặc Hawkins. Hawkins có biệt danh là "Ma Thuật Sư" (魔術師 Majutsushi) và sở hữu trái ác quỷ Wara Wara (ワラワラの実 Wara Wara no Mi) với khả năng tạo ra rơm. Gần đây thì Kid, Appo và Hawkin tạo liên minh với mục tiêu hạ bệ tứ hoàng Tóc đỏ nhưng bất ngờ bị tứ hoàng Kaido tấn công. Theo Hawkins thì để bảo toàn mạng sống, anh ta đã phải quy thuận Kaido và giữ vị trí Shin'uchi trong băng Bách Thú. Số tiền truy nã hiện nay của Hawkins là 320,000,000.

### Băng hải tặc Drake
X Drake
X Drake (X・ドレーク（ディエス・ドレーク） Diesu Dorēku) là thuyền trưởng của băng Hải tặc Drake. Anh đến từ North Blue có biệt danh là "Cờ đỏ" (赤旗 Aka Hata). Drake còn có một cái tên khác là Dory (ドリィ Dorii). Drake từng là Thiếu tướng Hải quân, có lẽ vì thế nên nhiều người gọi anh là "nỗi ô nhục của Hải quân". X Drake sử dụng vũ khí là một chiếc rìu bốn lưỡi và một thanh kiếm Tây. Anh sở hữu trái ác quỷ Ryu Ryu Model: Allosaurus ( リュウリュウの実 モデル アロサウルス, Ryū Ryū no Mi Moderu Arosaurusu) thuộc nhóm Zoan Cổ Đại của hệ Zoan và cho phép anh biến thành một con Allosaurus. Thực chất X Drake là Đội trưởng của Đội SWORD thuộc Hải Quân và hiện đang làm gián điệp trong băng của Tứ Hoàng Kaido. Số tiền truy nã vào thời điểm hai năm trước của X Drake là 222,000,000
- Lồng tiếng: Eiji Takemoto.

### Băng hải tặc On Air
Scratchmen Apoo
Scratchmen Apoo (スクラッチメン・アプー Sukuratchimen Apū) là thuyền trưởng băng hải tặc On Air. Biệt danh của Apoo là "Tiếng gầm của biển (海鳴り Umi Nari) Theo lời của Hawkins thì Apoo đã quy thuận Kaido và về dưới trướng băng Bách Thú từ lâu, trước cả khi họp liên minh với mình và Kid. Số tiền truy nã hiện nay của Apoo là 350,000,000.

### Băng hải tặc Tăng Phá Giới
Urouge
Urouge (ウルージUrūji) là thuyền trưởng của băng hải tặc Tăng Phá Giới. Urouge có biệt danh là "Quái Tăng" (怪僧 Kaisō). Cách đây không lâu thì đã tiến vào lãnh địa của Tứ hoàng Big Mom và đánh bại một Chỉ Huy Ngọt của bà ta trước khi bị một Chỉ Huy Ngọt khác đẩy lui. Hiện ông ta đang ẩn mình ở một đảo trên trời để dưỡng thương.Số tiền truy nã vào thời điểm hai năm trước của Urouge là 108,000,000.

### Băng hải tặc Bonney
Jewelry Bonney
Jewelry Bonney (ジュエリー・ボニー Juerī Bonī) là thuyền trưởng của băng hải tặc Bonney, cô đến từ South Blue và có biệt danh là "Đại Thực Nhân" (大喰らい Ō-Gurai). Trong hai năm trước Bonney có mặt ở Quần đảo Sabaody và ở gần MarineFord cùng các Tân Tinh Tú khác. Sau đó băng của Bonney bị băng Râu đen tấn công rồi lại bị Tân Thủy sư Đô đốc Akainu bắt được. Không biết làm thế nào mà hiện Bonney vẫn được ở bên ngoài mà không bị giam giữ gì. Trong khi hội nghị thế giới Levely diễn ra thì Bonney đã đột nhập vào vùng đất nơi các Thiên Long Nhân sinh sống. Nội dung truyện sau đó tiết lộ cô là con gái nuôi của Bartholomew Kuma, hiện cô đang ở trên Đảo Egghead của Vegapunk để điều tra chân tướng sự việc đằng sau việc cha cô bị biến thành cyborg. Hiện tại số tiền truy nã của Bonney là 320,000,000

### Băng Hải tặc Cửu Xà
Boa Hancock
Lồng tiếng bởi: Mitsuishi Kotono
Boa Hancock (ボア・ハンコック Boa Hankokku) là thuyền trưởng băng hải tặc Cửu Xà (九蛇 Kuja, n.đ. '"9 con rắn"') và cũng là một cựu Thất Vũ Hải. Cô có biệt danh là "Nữ hoàng Hải Tặc" (「海賊女帝」 Kaizoku Jotei), dân trên Amazon Lilly thì gọi cô với cái tên "Công chúa rắn" (蛇姫 Hebihime). Cô là chị cả trong "Ba chị em Gorgon" (ゴルゴン三姉妹 Gorugon San Shimai) cùng Sandersonia và Marigold. Hancock là người lãnh đạo tất cả phụ nữ của bộ lạc Cửu Xà và cai trị Amazon Lily (アマゾン・リリー Amazon Rirī). Lúc bé Hancock và hai người em của mình đã bị bọn Thiên Long Nhân bắt làm nô lệ, chúng đã bắt cô ăn trái ác quỷ Mero Mero ( Mero Mero no Mi) để mua vui. Cô sở hữu nhan sắc tuyệt trần và kẻ nào bị mê hoặc bởi sắc đẹp của Hancock thì đều có thể bị hóa đá bở năng lực Mero Mero của cô. Hancock có tình cảm đơn phương Luffy và cô có thể sẵn sàng làm mọi thứ vì Luffy. Thú nuôi của Hancock là một con rắn tên Salome (サロメ Sarome). Sau khi bị tước bỏ chức vụ Thất Vũ Hải, mức truy nã của Hancock hiện tại là 1,659,000,000.
Boa Sandersonia
Boa Sandersonia (ボア・サンダーソニア Boa Sandāsonia) là thành viên băng hải tặc Cửu Xà và đóng vai trò phó băng. Sandersonia là chị thứ trong "Ba chị em Gorgon". Cô và hai người chị em của mình từng là nô lệ của Thiên Long NHân và cũng bị cho ăn trái ác quỷ để mua vui. Sandersonia sở hữu trái ác quỷ Hebi Hebi, Model: Anaconda (Trăn Nam Mỹ) (ヘビヘビの実 モデル アナコンダ Hebi Hebi no Mi, Moderu: Anakonda). Truy nã của Sandersonia là 40,000,000.
Boa Marigold
Boa Marigold (ボア・マリーゴールド Boa Marīgōrudo) là thành viên băng hải tặc Cửu Xà và đóng vai trò phó băng. Marigold là em út trong "Ba chị em Gorgon". Cô và hai người chị em của mình từng là nô lệ của Thiên Long NHân và cũng bị cho ăn trái ác quỷ để mua vui. Marigold sở hữu trái ác quỷ Hebi Hebi, Model: King Cobra (Rắn hổ mang chúa) (ヘビヘビの実 モデル キングコブラ Hebi Hebi no Mi Moderu Kingukobura). Truy nã của Marigold là 40,000,000.
Ran
Cung thủ nổi tiếng, thành viên băng hải tặc Cửu Xà. Một cô gái thông minh, thường đảm nhận vai trò đàm phán với hải quân, ngoài ra còn là người giải đáp những thắc mắc cho các cô gái khác. Với người dân cảu đảo Nữ nhi, cô là một người chị không thể thiếu.
Daisy
Thành viên băng Hải tặc Cửu Xà. Đặc trưng là mái tóc xù. Thường dùng tay che miệng và cất tiếng cười " Za ha ha ha". Hay bị Rindo nhắc nhở rằng kiểu cười đó rất hạ cấp.
Cosmos
Thuyền viên băng hải tặc Cửu Xà. Một cô gái nổi bật với thân hình khổng lồ, và lúc nào cũng tươi cười. Khi chạm mặt với đám Hải quân tới đón Hancock, cô không e ngại mà vẫn tự tin ứng biến.
Rindo
Nữ hải tặc nghiện thuốc nặng, lúc nào cũng ngậm thuốc trêm môi. Là thành viên của băng hải tặc Cửu Xà, giữ vai trò xạ thủ. Thường dùng cây Bazooka lớn thổi bay kẻ địch một cách thẳng thừng.
Blue Fan
Thành viên băng hải tặc Cửu Xà. Thân hình nhở bé nhưng lại rất bạo gan. Mỗi lần hải quân cập bến đảo Nũ Nhi, cô đều chắc nịch tuyên bô rằng đàn ông là lũ sinh vật hạ cấp !
Marguerite
Marguerite (マーガレット Māgaretto) hiện là một thành viên của băng hải tặc Cửu Xà. Hồi Luffy lưu lạc lên Amazon Lilly thì Marguerite đã giúp đỡ cậu ấy khá nhiều.
Sweet Pea
Chiến binh vệ quốc của Amazon Lily. Câu cửa miệng là "Phải nói là "
Aphelandra
Chiến binh vệ quốc của Amazon Lily, nổi bật với cơ thể trên 2m. Tính cách khá nhẹ nhàng, vì dám dẫn Luffy vào làng nên bị phạt hóa đá.
Belladonna
Bác sĩ của Amazon Lily, người chữa bệnh cho Luffy khỏi chứng bệnh nấm mọc khắp người. Để ngăn ngừa bệnh chứng tái phát, cô quyết định cho Luffy 1 mồi lửa. Cách chữa bệnh có hơi dã man nhưng tay nghề thì giỏi miễn bàn.
Kikyo
Chiến binh vệ quốc của Amazon Lily, chuyên chiến đấu bằng cung tên. Vì không thể trách phạt hôi Marguerite vì đã để đàn ông bước chân vào làng nên đành phát động truy lùng Luffy.
Nerine
Chiến binh vệ quốc của Amazon Lily. Vô cùng hứng thú với cuộc sống của cánh đàn ông nên rất hay lấy sổ ra ghi chép. Mỗi tội lấy Luffy làm mẫu vật quan sát nên nhận thức có hơi vặn vẹo.
Poppy
Nữ võ sĩ nốc ao trong buổi thi đấu diễn ra ở Amazon Lily, tỉ lệ cược là 2.6. Nghe đâu có khoảng 1000 Gol đặt vào cô trong trận đấu này.
Gloriosa(Bà Nyon)
Nữ hoàng đời trước-trước-trước của Amazon Lily. Rất chăm chỉ thu thập thông tin về thế giới bên ngoài từ sách vở và báo chí. Ngày xưa vì dính phải căn bệnh tương tư nên từng trốn khỏi vương quốc một thời gian và sinh sống bên ngoài.
Pansy
Nữ đấu sĩ khổng lồ, đối thủ của Poppy. Tỉ lệ cược là 1.1, số vàng được đặt cho cô là 1500 Gol. Cuối cùng cô đã thắng như kì vọng của khán giả.
Yada
Rắn độc biển, chuyên trị việc kéo tàu cho băng hải tặc Cửu Xà. Mỗi lần trở về Amazon Lily, chất độc cực mạnh của nó khiến các loài hải vương sống tại vùng biển Calm Belt đều phải tránh xa.
Salome
Rắn cưng thường xuất hiện bên cạnh Hancock.Thường nhận nhiệm vụ lặn xuống biển để truy lùng tung tích, hoặc trở thành ghế ngồi cho chủ nhân. Là thú nuôi hỗ trợ cho Hancock trong nhiều việc.

### Băng hải tặc Caribou
Caribou
- Chương đâu tiên xuất hiện: 600
- Biệt danh: Caribo" Tóc ướt"
- Trái ác quỷ: Numa numa
- Tàu trực thuộc: Numabu
- Chức vụ:
  - Băng Mũ rơm giả mạo: Cựu tay sai
  - Băng hải tặc Caribo: Thuyền trưởng.
- Xuất thân: North Blue
- Sinh nhật: 4/7
- Chiều cao: 228 cm
- Cung: Cự Giải
- Nhóm máu: XF
- Món khoái khẩu: Bánh kẹp thịt của bà.
- Mức truy nã: 210 000 000 .
- Lồng tiếng: Masaki Terasoma.

Coribo
- Chương đâu tiên xuất hiện: 600
- Biệt danh: Coribo "Vẩy máu"
- Tàu trực thuộc: Numabu
- Chức vụ:
  - Băng Mũ rơm giả mạo: Cựu tay sai
  - Băng hải tặc Caribo: Thuyền phó.
- Xuất thân: North Blue
- Sinh nhật: 2/5
- Chiều cao: 250 cm
- Cung: Kim Ngưu
- Nhóm máu: XF
- Món khoái khẩu: Kẹo.
- Mức truy nã: 190 000 000 .
- Lồng tiếng: Kohei Kukuhara.

### Băng hải tặc Người Cá Mới
Hody Jones
- Chương đâu tiên xuất hiện: 611
- Tộc: Người cá mập trắng khổng lồ.
- Tàu trực thuộc:
- Chức vụ:
  - Băng hải tặc Người Cá Mới: Thuyền trưởng.
  - Cựu binh sĩ của vua Neptune.
- Xuất thân: Vương quốc Long Cung-Quận Người Cá
- Sinh nhật: 14/4
- Chiều cao: 331 cm
- Cung: Bạch Dương
- Nhóm máu: F
- Món khoái khẩu: Thịt hải thú.
- Lồng tiếng: Joji Nakata, Koichi Tochika(Lúc nhỏ)

Dosun
- Chương đâu tiên xuất hiện: 611
- Tộc: Người cá mập đầu búa.
- Tàu trực thuộc:
- Chức vụ:
  - Băng hải tặc Người Cá Mới: Quản lí.
- Xuất thân: Vương quốc Long Cung-Quận Người Cá
- Sinh nhật: 9/10
- Chiều cao: 418 cm
- Cung: Thiên Bình.
- Nhóm máu: S
- Món khoái khẩu: Cá chình.
- Lồng tiếng: Takahiro Yoshimizu.

Zeo
- Chương đâu tiên xuất hiện: 611
- Tộc: Người cá nhám thảm.
- Tàu trực thuộc:
- Chức vụ:
  - Băng hải tặc Người Cá Mới: Quản lí.
- Xuất thân: Vương quốc Long Cung-Quận Người Cá
- Sinh nhật: 11/11
- Chiều cao: 325 cm
- Cung: Bọ Cạp.
- Nhóm máu: X
- Món khoái khẩu: Lươn nướng giấy bạc.
- Lồng tiếng: Shintaro Asanuma.

Daruma
- Chương đâu tiên xuất hiện: 611
- Tộc: Người cá mập xì gà.
- Tàu trực thuộc:
- Chức vụ:
  - Băng hải tặc Người Cá Mới: Quản lí.
- Xuất thân: Vương quốc Long Cung-Quận Người Cá
- Sinh nhật: 8/7
- Chiều cao: 122 cm
- Cung: Cự Giải.
- Nhóm máu: F
- Món khoái khẩu: Xương cá khổng lồ.
- Lồng tiếng: Hisayoshi Suganuma.

Ikaros Much
- Chương đâu tiên xuất hiện: 611
- Tộc: Người cá mực khổng lồ.
- Tàu trực thuộc:
- Chức vụ:
  - Băng hải tặc Người Cá Mới: Quản lí.
- Xuất thân: Vương quốc Long Cung-Quận Người Cá
- Sinh nhật: 13/1
- Chiều cao: 499 cm
- Cung: Ma Kết.
- Nhóm máu: XF
- Món khoái khẩu: Bạch tuộc sống trộn thập cẩm.
- Lồng tiếng: Keiji Hirai.

Hyouzou
Hammond
Kasagoba
Harisenbon
Đội Pháo
Đội Mai thép
Đội Nhím biển
Đội Siêu độc

### Băng hải tặc Mặt trời
Fisher Tiger
- Chương đâu tiên xuất hiện: 620
- Tộc: Người cá tráp.
- Biệt danh: "Anh hùng giải phóng nô lệ"
- Tàu trực thuộc: Snapper Head
- Chức vụ: Cựu thuyền trưởng
- Xuất thân: Vương quốc Long Cung-Quận Người Cá
- Sinh nhật: 5/11
- Tuổi: Hưởng dương 48 tuổi
- Chiều cao: 520 cm
- Cung: Bọ Cạp.
- Nhóm máu: S RH-
- Món khoái khẩu: Bánh cá nướng.
- Mức truy nã: 230 000 000 .
- Lồng tiếng: Koji Ishi.

Jinbe
Jinbe (ジンベエ Jinbē) là cựu thuyền trưởng băng hải tặc Mặt Trời sau khi Tiger mất, cựu Thất Vũ Hải. Ông có biệt danh là "Hiệp sĩ Biển Cả" Jinbe (海侠のジンベエ Kaikyō no Jinbē). Hiện nay Jinbe là thành viên chính thức của băng hải tặc Mũ Rơm. Truy nã của Jinbe khi còn là thành viên trong Băng Mặt Trời của Tiger là 76,000,000
Aladine
- Chương đâu tiên xuất hiện: 623
- Tộc: Nhân ngư cá brotula.
- Tàu trực thuộc: Snapper Head
- Chức vụ:
  - Băng hải tặc mặt trời: Thuyền phó- Thuyền y.
  - Cựu chiến binh của vua Neotune
- Xuất thân: Vương quốc Long Cung-Quận Người Cá
- Sinh nhật: 31/1
- Tuổi: 46
- Chiều cao: 627 cm
- Cung: Bảo Bình.
- Nhóm máu: XF
- Món khoái khẩu: Dưa hấu.
- Lồng tiếng: Takashi Nagasako.

Wadatsumi
- Chương đâu tiên xuất hiện: 613
- Biệt danh: "Gã khổng lồ" Wadatsumi
- Tàu trực thuộc: Snapper Head
- Chức vụ: 
  - Băng hải tặc mặt trời: Thuyền viên.
  - Băng hải tặc Flying: Cựu thuyền viên
- Xuất thân: Vương quốc Long Cung-Quận Người Cá
- Sinh nhật: 9/2
- Tuổi: 25
- Chiều cao: 8000 cm
- Cung: Bảo Bình.
- Nhóm máu: F
- Món khoái khẩu: Kẹo mút.
- Lồng tiếng: Koki Miyata.

Charlotte Praline

### Băng Hải tặc Donquixote
Donquixote Doflamingo
Donquixote Doflamingo (ドンキホーテ・ドフラミンゴ Donkihōte Dofuramingo) là thuyền trưởng của băng Hải tặc Donquixote và là Cựu Thất vũ hải. Ngoài ra còn được biết đến là ông trùm của thế giới ngầm trên danh nghĩa "Joker". Doflamingo còn là một cựu Thiên Long Nhân, con cháu của gia tộc hoàng gia từng trị vì ở Dressrosa. Đây cũng là lý do mà 10 năm trước, sau khi đã là một Thất Vũ Hải thì hắn đã trở về vương quốc Dressrosa ở Tân thế giới cướp ngôi vua. Doflamingo sở hữu năng lực trái ác quỷ Ito Ito (イトイトの実 Ito Ito no Mi) hệ Paramecia, có khả năng tạo ra các sợi tơ để chiến đấu. Doflamingo đã bị Luffy đánh bại sau cuộc chiến tại Dressorsa và hiện đang bị giam ở Level 6 của Impel Down cùng với các thành viên trong băng Donquixote. Số tiền truy nã của Doflamingo là 340,000,000.
Trebol
Số tiền truy nã của Trebol là 99,000,000.
Diamante
Số tiền truy nã của Diamante là 99,000,000.
Pica
Số tiền truy nã của Pica là 99,000,000.
Corazon
Corazon (コラソン Korason) là bí danh của Donquixote Rosinante (ドンキホーテ・ドロシナンテ Donkihōte Roshinante), em trai ruột của Doflamingo. Thân phận thực sự của anh là một Trung tá Hải quân làm việc trực tiếp cho Sengoku. Rosinante đã bị chính tay Doflamingo sát hại tại sự kiện ở đảo Swallow. Rosinante sở hữu trái ác quỷ Nagi Nagi (ナギナギの実 Nagi Nagi no Mi) với năng lực khiến một vùng không gian nhất định mất tiếng động.
Vergo
Monet
Sugar
Lao G
Số tiền truy nã của Lao G là 61,000,000.
Gladius
Số tiền truy nã của Gladius là 31,000,000.
Senor Pink
Số tiền truy nã của Senor Pink là 58,000,000.
Machvise
Số tiền truy nã của Machvise là 11,000,000.
Giolla
Buffalo
Dellinger
Số tiền truy nã của Dellinger là 15,000,000.

### Edward Weevil
Edward Weevil (エドワード・ウィーブル Edowādo Wīburu) là một cựu Thất Vũ Hải với lai lịch bí ẩn. Hắn tự nhận mình là "Râu Trắng Jr." (白ひげJr. Shirohige Junia) tức con trai của đại hải tặc Râu Trắng quá cố. Weevil có số tiền truy nã là 480,000,000.
Backin

### Captain Ladoga
Là một hải tặc đã để lại kho báu của ông ở đảo Swallow, được Wolf tìm thấy và dùng nó để đóng một con tàu ngầm, sau này là tàu Polar Tang của băng hải tặc Heart.

### Artur Bacca
Artur Bacca (アルトゥール・バッカ Arutūru Bakka), còn được gọi với tên Carlos Bacca (カルロス・バッカ Karurosu Bakka) là một thuyền trưởng hải tặc giấu tên và là con trai của Wolf, xuất hiện trong One Piece novel Law. Là một kẻ tàn bạo, độc ác và ích kỷ từ thuở còn bó, không hề hối hận gì khi đánh cha của mình. Trước đây Bacca từng tiến vào Grand Line nhưng thất bại và quyết định quay về đảo Swallow để xây dựng lại phi hành đoàn và tiến vào Grand Line một lần nữa. Hắn sỡ hữu trái ác quỷ hệ Paramecia Dero Dero (デロデロの実 Dero Dero no Mi) có thể khiến bất cứ các loại vật chất nào hòa tan thành chất lỏng kể cả bản thân hắn bằng cách bắn chùm tia sáng từ mắt ra, ngoài ra có thể làm tan biến trái tim của người khác trong vòng 1 ngày, có thể giải trừ bằng cách đánh bại Bacca. Bacca khá mạnh, có thể hạ gục Wolf mà ngay cả nhóm của Law khi đó cũng không thể làm khó Wolf, vũ khí của hắn là một cây chùy. Bacca bị đánh bại khi Law sử dụng Counter Shock thành công, hiện tại không rõ sống chết.

### Băng hải tặc Roshio
Roshio
Roshio (ロシオ Roshio) là thuyền trưởng của băng hải tặc Roshio và có biệt danh là "Kẻ hành quyết" Roshio (処刑人 ロシオ Shokei-nin Roshio). Hắn là một kẻ điên rồ và sẽ giết kẻ nào đánh bài ăn tiền thắng hắn. Xui xẻo thay, trong một cuộc đấu bài công bằng, Roshio đánh thắng Bellamy thì bị đâm vào tay và bị buộc tội gian lận. Chưa kịp giãi bày thì đã bị Bellamy giết chết. Truy nã của Roshio trước khi chết là 42,000,000.

### Puppu
Puppu (プップー Puppū) là tên thuyền trưởng hải tặc đã cùng đồng bọn đến cướp phá ở Alabasta. Chính tại nơi hắn cướp phá thuộc quyền bảo hộ của Crocodile khi đó và đồng thời hắn xúc phạm Thất vũ hải này là "con chó của chính phủ". Vì điều này hắn và đồng bọn đã bị Crocodile tiêu diệt ngay lập tức.

### Băng hải tặc Hokahoka
Okome
Okome (オコメ Okome) là thuyền phó của băng hải tặc Hokahoka và là thành viên duy nhất được biết đến của băng. Gã là một người đàn ông cao nhưng khá mập, đội mũ có chém cơm trên đầu. Okome là một trong những người chứng khiến Bellamy giết chết Roshio và chỉ mình gã là giữ được vẻ mặt bình tĩnh.

### Raccoon
Raccoon (ラクーン Rakūn) là một thuyền trưởng hải tặc ở West Blue xuất hiện trong One Piece novel Ace. Vì ăn trong lãnh thổ của Râu Trắng mà không trả tiền nên đã bị băng Râu Trắng, được Ace và Thatch chỉ huy đánh bại. Khả năng chiến đấu của Raccoon rất khá vì chỉ với khẩu súng lục hắn đã có thể khiến Teach bị thương, dù rằng sau đó Raccoon bị Teach đạp cho nhừ tử. Truy nã của Raccoon khi đó là 75,000,000.

### Băng hải tặc Marco
Marco
Gyaro
Tansui

### Băng hải tặc Hoa Tulip
Yurikah

### Băng hải tặc Sư tử vàng
Shiki
Indigo
Scarlet

### Băng hải tặc Roger
Băng hải tặc Roger (ロジャー海賊団 Rojā Kaizokudan) là băng hải tặc của Vua Hải Tặc Roger, họ là những người đã tới được Raftel, điểm tận cùng trong Grand Line và xác nhận nó có tồn tại. Không lâu sau khi chinh phục thành công Grand Line thì toàn băng đã bí mật giải thể. Thuyền của băng có tên là Oro Jackson (オーロ・ジャクソン号 Ōro Jakusonn-gō) được đóng bởi thợ đóng tàu huyền thoại Tom. Một số nhân vật nổi tiếng trong truyện từng là thành viên của băng hải tặc này, những người được biết cho tới giờ gồm có: Shanks, Buggy, Crocus, Scopper Gaban, Seagull, Inuarashi, Nekomamushi, Kouzuki Oden và Kouzuki Toki.
Gol D. Roger
Gol D. Roger (ゴール・D・ロジャ Gōru Dī Rojā) hay còn được gọi là Gold Roger (ゴールド・ロジャー Gōrudo Rojā). Roger được mệnh danh là Vua Hải Tặc, người sở hữu kho báu One Piece vĩ đại và là thuyền trưởng của băng Hải tặc Roger. Roger cùng băng của mình đã trở nên nổi tiếng trên toàn thế giới trước cả khi ông thành Vua Hải tặc. Hơn 20 năm trước, Roger biết mình mắc một căn bệnh nan y, ông đã quyết định cùng băng Roger đi một vòng cuối và chinh phục thành công Grand Line đồng thời trở thành Vua Hải Tặc. Ít lâu sau đó Roger bí mật cho giải tán băng, rồi tự nộp mình cho Hải quân, ông bị xử tử tại quê nhà Loguetown. Những lời cuối cùng của Roger trước khi chết, về kho báu One Piece đã bắt đầu một kỷ nguyên mới: Kỷ nguyên Đại Hải Tặc. Roger có một khả năng đặc biệt, đó là nghe được "tiếng nói của vạn vật", một khả năng hiếm hơn cả Haki Bá Vương. Ông là cha của Portgas D. Ace và là người yêu của Portgas D. Rouge. Truy nã trước khi chết của Roger là 5,564,800,000 và là nhân vật có mức truy nã cao nhất trong One Piece tính đến thời điểm hiện tại.
- Sinh nhật: 31/12
- Chương đầu tiên xuất hiện: 1

Silvers Rayleigh
Silvers Rayleigh (シルバーズ・レイリー Shirubāzu Reirī) là cựu Phó thuyền trưởng của băng Hải tặc Roger. Ông là "Cánh tay phải của Vua Hải Tặc" (シルバーズ・レイ海賊王の右腕 Kaizoku-Ō no Migiude) Gol D. Roger và có biệt danh là "Minh Vương" (冥王 Mei-Ō). Hiện ông đang làm nghề thợ tráng thuyền ở quần đảo Sabaody. Rayleigh là thuyền viên đầu tiên của băng hải tặc Roger. Ông đi cùng Roger và băng của mình trong suốt cuộc hành trình cho đến ngày giải tán. Sau khi băng Roger tan rã, ông về quần đảo Sabaody và sống cùng cựu nữ hải tặc Shakky. Ông có Haki Bá Vương và thành thạo cả ba loại haki. Sau này ông trở thành sư phụ của Luffy và là người đã huấn luyện cậu ấy trong 2 năm.
Scopper Gaban
Scopper Gaban (スコッパー・ギャバン Sukoppā Gyaban) là một thành viên trong băng hải tặc Roger, không có thông tin gì nhiều về nhân vật này.

### Băng hải tặc Rocks
Băng hải tặc Rocks (ロックス海賊団 Rokkusu Kaizokudan) là băng hải tặc nổi tiếng nhất hơn 40 năm trước, trước cả thời của Vua Hải Tặc Roger. Đây là 1 tổ chức hải tặc khủng bố với những kẻ bạo lực, điên rồ, có thể tự đánh lẫn nhau. Lãnh đạo của băng hải tặc là thuyền trưởng Rocks và những nhân vật lừng lẫy từng là thuộc băng này là Râu Trắng, Big Mom, Kaido, Shiki, Captain John, Ngân Phủ và Ochoku. "Biến cố God Valley" đã khiến băng hải tặc này bị xóa sổ. Do đã dính líu tới quá nhiều vấn đề nhạy cảm của thế giới, nên sau khi bị xóa sổ thì mọi thông tin của Rocks và băng hải tặc Rocks đều bị xóa khỏi lịch sử theo.
Rocks
Rocks (ロックス Rokkusu) tên đầy đủ là Rocks D. Xebec (ロックス・D・ジーベック Rokkusu Dī Jībekku), hắn là thuyền trưởng của băng hải tặc Rocks. Rocks có tham vọng làm "Vua của Thế giới" và là một mối đe dọa nguy hiểm với Chính phủ Thế giới. Hắn đã bị đánh bại sau "Sự kiện God Valley" và theo lời Sengoku thì hắn không còn tồn tại trên cõi đời này nữa. Rocks là chính một trong những đối thủ nguy hiểm nhất của Roger và Garp.
Captain John
Captain John (キャプテン・ジョン Kyaputen Jon) là tên thường gọi của hải tặc John (ジョン Jon). Ông từng là thuyền viên của băng hải tặc Rocks trước khi lập một băng hải tặc của riêng mình. Captain John là một kẻ tham lam, sau khi cướp của từ khắp nơi trên thế giới nhưng không có ý định chia thuyền viên nên bị họ đâm chết. Từ đó thì kho báu của Captain John trở thành một huyền thoại không có lời giải, nhiều hải tặc đã đổ xô ra biển để tìm kho báu của ông, trong đó có cả Buggy. Còn xác của Captain John thì đã bị Gecko Moriah đánh cắp và đem về Thriller Bark biến thành một Zombie Tướng Quân.
Ngân Phủ
Ochoku

### Băng hải tặc Râu Trắng
Chính phủ đã huy động toàn bộ hải quân trên khắp thế giới và cả các Thất vũ hải, để chuẩn bị tiếp đón Râu Trắng, sau khi ông tuyên bố sẽ cướp pháp trường. Ngay cả 23 chiếc tàu chiến của hải quân được giao nhiệm vụ theo dõi riêng chiếc Moby Dick của Râu Trắng, đồng loạt mất tích ngay khi chiếc Moby Dick di chuyển. Theo lời của Râu Đen, luật trên thuyền Râu Trắng là khi 1 thành viên tìm thấy 1 Trái Ác Quỷ thì có thể tùy ý sử dụng nó (chính vì thế Râu Đen đã giết Thatch để chiếm đoạt trái Yami Yami no Mi – trái bóng tối). Điều này rất công bằng cho một số người mang trong năng lực của Trái Ác Quỷ trên thuyền, như Marco, Ace, Jozu đều là những người có năng lực của Trái Ác Quỷ, ngay cả Râu Trắng cũng thế. Những sức mạnh của Trái Ác Quỷ đó cũng đủ giúp cho các đội trưởng chống lại các đô đốc và Thất vũ hải. Nhưng cũng có một số đội trưởng không ăn Trái Ác Quỷ nhưng vẫn có năng lực để chống lại các Thất vũ hải như Vista hay Curiel. Nhiều người trong số họ có 1 hoặc nhiều loại Haki, đó là sức mạnh mà các đội trưởng phải điều khiển được cả ba loại. Thực tế, tên của họ cũng được các Thất vũ hải và các đô đốc biết đến, đã chứng tỏ được sức mạnh của họ. Thậm chí, 1 tân binh như Luffy khi đứng nói chuyện ngang với Râu Trắng đã được coi là 1 sự kiện khủng rồi (mặc dù lúc đó Luffy chưa bộc lộ Bá Vương khí). Cả khi cuộc đại chiến thất bại, Ngũ lão tinh khẳng định băng Râu Trắng còn lại vẫn là một trong thế lực mạnh nhất, và là đội quân có khả năng ngăn chăn được Râu Đen.
Râu Trắng - Edward Newgate
Râu Trắng (白ひげ Shirohige) tên thật của ông là Edward Newgate (エドワード・ニューゲート Edowādo Nyūgēto), ông là thuyền trưởng của băng hải tặc Râu Trắng. Ngoài 1600 hải tặc thành viên, Râu Trắng còn rất nhiều đồng minh ở Tân thế giới. Mỗi thuyền trưởng băng hải tặc đó đều là những tay anh chị khét tiếng ở Tân thế giới. Có ít nhất 43 băng hải tặc liên minh với Râu Trắng, và quan hệ của Râu Trắng với họ cũng như đối với thuyền viên của mình, coi họ như con. Họ dường như khá thân thiết với Ace, và họ cũng sẵn sang giúp Râu Trắng giải cứu Ace khi bị hành quyết. Nhưng họ không biết rằng Ace là con của Roger. Bên cạnh đó, Jinbe – một trong Thất vũ hải, rất tôn trọng Râu Trắng khi ông lên tiếng bảo vệ Đảo người cá, và duy trì tình bạn với Ace, ông đặt mạng sống của mình cho cả hai người đó. Hơn nữa, Jinbe đã đồng minh với thuyền trưởng băng Mũ Rơm, Luffy, Râu Trắng cũng coi Luffy là đồng minh khi dọn đường giúp Luffy, nhưng Luffy không tin tưởng Râu Trắng lắm khi khẳng định Ace sẽ do mình cứu, bảo Râu Trắng đứng sang 1 bên. Râu Trắng dường như thích thái độ này của Luffy, sau khi Luffy cứu được Ace, Râu Trắng đã nhận ra sức mạnh tiềm ẩn của Luffy, và trước khi chết ông đã đặt niềm tin vào "thằng ngốc" ấy. Tù vượt ngục cùng với Luffy có rất nhiều người là kẻ thù của Râu Trắng như Crocodile, hay Buggy – thành viên cũ của băng Roger, nhưng Râu Trắng vẫn đề nghị đồng minh với Buggy khi thấy theo sau hắn là những hải tặc hùng mạnh. Ngay như thủy sư đô đốc Sengoku cũng khẳng định, Râu Trắng có khả năng hủy diệt thế giới. Ông cũng được xem là Đại hải tặc hùng mạnh nhất thế giới trước khi qua đời, điều này chứng minh trực tiếp hoặc gián tiếp qua lời của Buggy, Ace, Shanks, Sengoku, Big Mom... Truy nã lúc còn sống của Râu Trắng là 5,046,000,000
- Sinh nhật: 6/4
- Chương đầu tiên xuất hiện: 159

Marco
Marco (マルコ Maruko) là Đội trưởng đội 1 của băng hải tặc Râu Trắng. Marco có biệt danh là "Bất Tử Điểu Marco" (不死鳥マルコ Fushichō Maruko) do anh sở hữu trái ác quỷ Tori Tori Model: Phoenix (Phượng hoàng) (トリトリの実 モデル "不死鳥" (フェニックス) Tori Tori no Mi Moderu "Fenikkusu") thuộc nhóm Zoan Thần Thoại. Sau khi Râu Trắng tạ thế không lâu thì Marco cùng các đồng đội đã vướng vào cuộc chiến với băng hải tặc Râu Đen và phải chịu thất bại nặng nề. Hiện tại Marco đang làm bác sĩ tại quê hương của Râu Trắng là đảo Sphinx. Số tiền truy nã của Marco là 1,374,000,000
- Sinh nhật: 5/10
- Chương đầu tiên xuất hiện: 434

Portgas D. Ace
Portgas D. Ace (ポートガス・D・エース Pōtogasu Dī Ēsu) là Đội trưởng đội 2 của băng hải tặc Râu Trắng và có biệt danh "Hỏa Quyền Ace" (火拳のエース  Hiken no Ēsu). Ace là chủ sở hữu đời trước của trái ác quỷ Mera Mera (メラメラの実 Mera Mera no Mi) hệ Logia. Ace là con trai của Vua Hải Tặc Roger và bà Portgas D. Rouge, nếu theo họ của bố thì tên của Ace sẽ là Gol D. Ace (ゴール・D・エース  Gōru D. Ēsu). Ace là anh em kết nghĩa từ bé của Luffy, Sabo và là cháu nuôi của Phó Đô Đốc Monkey D. Garp. Ace được Garp nhận nuôi theo nguyện vọng của Roger, anh được Garp gửi cho bà Dadan và băng sơn tặc của bà ấy nuôi dưỡng cùng với Luffy. Khi trưởng thành Ace ra khơi tạm biệt bạn bè và người thân bắt đầu hành trình trở thành hải tặc. Ace thành lập băng hải tặc băng hải tặc Spade (スペード海賊団 Supēdo Kaizokudan) và bắt đầu nổi tiếng. Sau đó Ace gia nhập băng hải tặc Râu Trắng rồi một thời gian sau lên đường truy đuổi Râu Đen. Ace bị Râu Đen đánh bại và giao nộp cho Chính phủ cùng Hải Quân, đây là sự kiện châm ngòi cho cuộc chiến giữa Tứ Hoàng Râu Trắng và Hải Quân. Ace hi sinh trong trận chiến xảy ra tại vịnh Marineford để bảo vệ Luffy khỏi Đại tướng Akainu. Mộ của Ace được đặt cạnh Râu Trắng tại một hòn đảo ở Tân Thế giới. Truy nã của Ace khi còn sống là 550,000,000
- Sinh nhật: 1/1
- Chương đầu tiên xuất hiện: 157

Jozu
Jozu (ジョズ Jozu) là Đội Trưởng Đội 3 của băng hải tặc Râu Trắng và có biệt danh "Diamond Jozu" (ダイヤモンド・ジョズ  Daiyamondo Jozu, "Kim Cương" Jozu). Jozu sở hữu trái ác quỷ Kira Kira (キラキラの実 Kira Kira no Mi) hệ Paramecia.
- Sinh nhật: 11/11
- Chương đầu tiên xuất hiện:434

Thatch
Thatch là Đội trưởng Đội 4 quá cố của băng Râu Trắng và là một đầu bếp. Thatch đã bị Râu Đen sát hại hòng chiếm đoạt trái ác quỷ Yami Yami.
- Sinh nhật: 24/3
- Chương đầu tiên xuất hiện:440

Vista
Vista (ビスタ Bisuta) là Đội Trưởng Đội 5 của băng hải tặc Râu Trắng và có biệt danh "Hoa Kiếm Vista" (花剣のビスタ  Kaken no Bisuta).
- Sinh nhật: 5/2
- Chương đầu tiên xuất hiện: 552

Blamenco
- Đội trưởng đội 6 băng hải tặc Râu Trắng
- Đặc điểm: Có thể tùy ý lấy vũ khí từ chiếc túi trên người, thích dùng vũ khí to lớn chiến đấu thật hoành tráng
- Sinh nhật:5/2
- Chương đầu tiên xuất hiện: 553

Akuyo
- Đội trưởng đội 7 băng hải tặc Râu Trắng
- Đặc điểm: Lực táy rất mạnh, chiến đấu bằng quả cầu sắt giống mặt người đính trên xích sắt
- Sinh nhật:6/7
- Chương đầu tiên xuất hiện: 562

Namur
- Đội trưởng đội 8 băng hải tặc Râu Trắng
- Tộc: Người cá
- Đặc điểm: Từng chịu đại ơn của Râu Trắng, là người có sức mạnh áp đảo khi chiến đấu dưới nước
- Sinh nhật:6/8
- Chương đầu tiên xuất hiện: 553

Blenheim
- Đội trưởng đội 9 băng hải tặc Râu Trắng
- Đặc điểm: Người đàn ông kiên cường không lung lay trước sự việc bất ngờ. Rất được tin tưởng trong chiến đấu, thường được ủy nhiệm bọc hậu.
- Sinh nhật:6/8
- Chương đầu tiên xuất hiện: 553

Curiel
- Đội trưởng đội 10 băng hải tặc Râu Trắng
- Đặc điểm: Chuyên gia sử dụng các loại vũ khí hạng nặng
- Sinh nhật: 12/9
- Chương đầu tiên xuất hiện: 553

Kingdew
- Đội trưởng đội 11 băng hải tặc Râu Trắng
- Đặc điểm: có cơ thể săt thép và vết xăm bên ngực phải
- Sinh nhật: 13/11
- Chuowng đầu tiên xuất hiện: 562

Haruta
- Đội trưởng đội 12 băng hải tặc Râu Trắng
- Đặc điểm: Là một kẻ có thực lực. Thường xong pha ở tiền tuyến, thích trở thành gươm và khiên cho đồng đội
- Sinh nhật: 4/2
- Chương đầu tiên xuất hiện: 553

Atmos
- Đội trưởng đội 13 băng hải tặc Râu Trắng
- Biệt danh: Trâu nước
- Đặc điểm: Trên người mang dấu xăm có dạng râu quai nón và hình thập tự
- Sinh nhật: 19/3
- Chương đầu tiên xuất hiện: 553

Speed Jiru
- Đội trưởng đội 14 băng hải tặc Râu Trắng
- Đặc điểm: Chiến đấu bằng chùy, là người có tốc độ nhanh nhất trong băng hải tặc Râu Trắng
- Sinh nhật: 6/4
- Chương đầu tiên xuất hiện: 553

Fossa
- Đội trưởng đội 15 băng hải tặc Râu Trắng
- Đặc điểm: Bề ngoài nóng nả nhưng thật ra rất trầm lặng. Vũ khí là thanh kiếm có thể bốc cháy
- Sinh nhật:15/4
- Chương đầu tiên xuất hiện: 609

### Băng hải tặc Big Mom
Big Mom - Charlotte Linlin
Big Mom (ビッグ・マム Biggu Mamu) là thuyền trưởng của băng Hải tặc Big Mom, bà ta có tên thật là Charlotte Linlin (シャーロット・リンリン Shārotto Rinrin). Big Mom cũng là Nữ Vương đứng đầu Totto Land. Big Mom có ngoại hình to lớn bất thường và cao lớn ngang những người khổng lồ Elbaf, bà ta cũng rất thích đồ ngọt. Big Mom sở hữu trái ác quỷ Soru Soru (ソルソルの実 Soru Soru no Mi) hệ Paramecia và có khả năng thao túng linh hồn. Big Mom có ba sinh vật được chia sẻ linh hồn từ ba ta đó là: Mặt trời Prometheus, đám mây Zeus và một cái mũ kiêm kiếm tên Napoleon. Thời trẻ thì Big Mom và Kaido, Râu Trắng thuộc băng hải tặc Rocks. Truy nã hiện tại của Big Mom là 4,388,000,000
Charlotte Katakuri
Charlotte Katakuri (シャーロット・カタクリ Shārotto Katakuri) là một trong ba Chỉ Huy Ngọt của băng hải tặc Big Mom và là con trai thứ hai của Big Mom, cùng lứa sinh 3 với Daifuku và Oven. Katakuri sở hữu trái ác quỷ Mochi Mochi (モチモチの実 Mochi Mochi no Mi) và đây là một năng lực đặc biệt của hệ Paramecia, với khả năng biến hóa toàn bộ cơ thể thành mochi không khác gì hệ Logia. Katakuri cũng đã thức tỉnh năng lực của mình. Katakuri được xem là một người hoàn hảo trong mắt của từng cá nhân băng hải tặc Big Mom. Tuy vậy anh nghiện món donut và ham ăn đến nỗi rách miệng từ năm 3 tuổi. Katakuri rất mạnh đặc biệt là Haki Quan sát có thể nhìn trước một chút tương lai. Vũ khí của ông là một thanh đinh ba lớn tên là Mogura. Katakuri có số tiền truy nã là 1,057,000,000
Charlotte Smoothie
Charlotte Smoothie là một trong ba Chỉ Huy Ngọt của băng hải tặc Big Mom và là con gái thứ 14 của Big Mom. Số tiền truy nã hiện tại của Smoothie là 932,000,000
Charlotte Cracker
Charlotte Cracker (シャーロット・クラッカー Shārotto Kurakkā) là con trai thứ 10 của Big Mom và là một trong ba Chỉ Huy Ngọt của băng hải tặc Big Mom. Cracker là Bộ trưởng Bánh quy (ビスケット大臣 Bisuketto Daijin) của Totto Land. Cracker hai có biệt danh là "Cracker Thiên Thủ" (千手のクラッカー Senju no Kurakkā Cracker) và "Hiệp Sĩ Bánh Quy" (ビスケットの騎士 Bisuketto no Kishi). Cracker sở hữu trái ác quỷ Bisu Bisu (ビスビスの実 Bisu Bisu no Mi) hệ Paramecia và có khả năng tạo ra bánh quy. Số tiền truy nã của Cracker là 860,000,000
Charlotte Perospero
Charlottle Perospero là con trai cả của Big Mom. Hiện tại, số tiền truy nã của Perospero là 700,000,000
Charlotte Snack
Charlotte Snack (シャーロット・スナック Shārotto Sunakku) là Bộ trưởng Khoai Tây Chiên và cựu Chỉ Huy Ngọt. Snack từng chạm trán với Urouge và bị ông ta đánh bại. Truy nã hiện tại của Snack là 600,000,000
Charlotte Daifuku
Số tiền truy nã của Daifuku là 300,000,000
Charlotte Oven
Số tiền truy nã của Oven là 300,000,000
Charlotte Mont-d'Or
Số tiền truy nã của Mont-d'Or là 120,000,000
Tamago
Chiến binh của Băng hải tặc Big Mom, có biệt danh là "Bá Tước, Nam Tước". Số tiền truy nã của Tamago là 429,000,000
Pekoms
Số tiền truy nã của Pekoms là 330,000,000
Bobbin
Số tiền truy nã của Bobbin là 105,500,000

### Băng hải tặc Bách Thú
Băng hải tặc Bách Thú (百獣海賊団 Hyakujū Kaizokudan)
Kaido
Kaido (カイドウ Kaidō) là thuyền trưởng của băng hải tặc Bách Thú và là một trong Tứ Hoàng. Ông có biệt danh là "Kaido Bách Thú" (百獣のカイドウ Hyakujū no Kaidō) và được mệnh danh là "Sinh vật mạnh nhất thế giới" và có khả năng hóa thành một con rồng. Kaido khá hiếu chiến và tàn bạo. Hai mươi ba năm trước tại Wano, Kaido đã tiêu diệt toàn bộ thủy thủ đoàn băng của Gecko Moria. Trước khi trận chiến ở Marineford xảy ra, Kaido có ý định đem quân tấn công Râu Trắng nhưng bị băng Tóc đỏ ngăn cản. Theo Doflamingo nếu việc làm ăn giữ hắn và Kaido xảy ra sự cố, đồng nghĩa với việc Doflamingo và băng Donquixote sẽ phải chịu một hậu quả hết sức khủng khiếp. Kadio sở hữu một đội quân có năng lực trái ác quỷ Zoan nhân tạo tức SMILE. Tứ Hoàng Kaido là mục tiêu của liên minh Law và Luffy đang nhắm đến. Truy nã hiện tại của Kaido là 4,611,100,000
Yamato
Quân chủ lực (Chỉ huy cấp cao)
King
King (キング Kingu) là một trong "Bộ Ba Thảm họa" của băng hải tặc Bách Thú. King có biệt danh là "King Hỏa Hoạn" (火災のキング Kasai no Kingu), tên thật của hắn là Arbel. King sở hữu trái ác quỷ Ryu Ryu Model: Pteranodon (ュウリュウの実 モデル "プテラノドン" Ryū Ryū no Mi Moderu "Puteranodon") thuộc nhóm Zoan Cổ Đại của hệ Zoan và có thế biến thành một con Pteranodon. Big Mom nói rằng King thuộc một trong ba chủng tộc quý hiếm mà bà ta vẫn đang thèm muốn. HIện tại King có mức truy nã là 1,390,000,000
Queen
Queen (クイーン Kuīn) là một trong "Bộ Ba Thảm họa" của băng hải tặc Bách Thú. Queen có biệt danh là "Queen Bệnh Dịch" (疫災のクイーン Ekisai no Kuīn) và sở hữu trái ác quỷ Ryu Ryu Model: Brachiosaurus (リュウリュウの実 モデル "ブラキオサウルス" Ryū Ryū no Mi Moderu "Burakiosaurusu") thuộc nhóm Zoan Cổ Đại. Sở thích của Queen là chế tạo vũ khí và virus. Truy nã hiện tại của Queen là 1,320,000,000
Jack
Jack (ジャック Jakku) là cánh tay phải của Kaido và có biệt danh là "Jack Hạn Hán" (旱害のジャック  Kangai no Jakku). Jack là thuyền trưởng của tàu Mammoth và sở hữu Zou Zou, Model: Mammoth (Voi ma mút) (ゾウゾウの実 モデル "マンモス" Zō Zō no Mi Moderu "Manmosu") thuộc nhóm Zoan Cổ Đại và có khả năng biến thành voi ma mút. Truy nã hiện tại của Jack là 1,000,000,000
Phi Lục Bào
Who's Who
Số tiền truy nã của Who's Who là 546,000,000.
Black Maria
Số tiền truy nã của Black Maria là 480,000,000.
Sasaki
Số tiền truy nã của Sasaki là 472,000,000.
Ulti
Số tiền truy nã của Ulti là 400,000,000.
Page One
Số tiền truy nã của Page One là 290,000,000.
X Drake
Đầu lĩnh
Basil Hawkins
Holdem
Speed
Sheephead
Sheepshead (シープスヘッド Shīpusuheddo) là người đứng đầu đội Gifters của băng Bách Thú
Ginrummy
Ginrummy (ジンラミー Jinramī) là cấp dưới của Sheeshead.
Scotch
Scotch (スコッチ Sukotchi) là hải tặc dưới trướng Kaido có biệt danh là Iron Boy (アイアンボーイ Aian Bōi, Cậu Bé Sắt). Scotch làm người bảo vệ cho một hòn đảo mùa đông mà Kaido rất ưa thích ở Tân Thế giới.

### Dracule Mihawk
Lồng tiếng bởi: Aono Takeshi
Dracule Mihawk (ジュラキュール・ミホーク Jurakyūru Mihōku) là cựu Thất vũ hải, ông có biệt danh là "Mắt Diều Hâu" Mihawk (鷹の目のミホーク Taka no Me no Mihōku). Ông là Thất vũ hải đầu tiên xuất hiện trong truyện, Mihawk hiện đang giữ danh hiệu kiếm sĩ mạnh nhất thế giới. Mihawk là bạn đồng thời là đối thủ lâu năm của Tứ hoàng Shanks Tóc đỏ. Ông là người đã huấn luyện Zoro trong hai năm timeskip. Mihawk thường chu du trên khắp biển cả bằng một chiếc thuyền nhỏ trong giống một chiếc quan tài, với một thanh kiếm hình thập giá to trên lưng. Thanh kiếm của ông có tên là "Yoru" là một trong "12 Cực Phẩm Đại Bảo Kiếm" của thế giới đồng thời nó cũng là một "Hắc Kiếm". Sau khi bị tước bỏ chức vụ Thất Vũ Hải, mức truy nã hiện tại của Mihawk là 3,590,000,000

## Tứ Hoàng
Tứ Hoàng (四皇 Yonkō) là bốn Hải tặc hùng mạnh nhất thế giới và có tầm ảnh hưởng cực kỳ rộng lớn. Tứ Hoàng là thế lực thống trị vùng biển nửa sau của Grand Line, Tân Thế giới. Ban đầu Tứ Hoàng được giới thiệu với bốn nhân vật là: "Shanks Tóc Đỏ", "Râu Trắng Edward Negate", "Big Mom Charlotter linlin" và "Kaidou Bách Thú". 2 năm sau khi Râu Trắng qua đời thì "Râu Đen Marshalle D. Teach" đã chiếm lấy vị trí của ông ấy trong Tứ Hoàng. Hiện tại sau phần Wano Quốc với Big Mom và Kaidou Bách Thứ bị hạ bệ thì Tứ Hoàng được điều chỉnh thành như sau: "Luffy Mũ Rơm", "Shanks Tóc Đỏ", "Siêu Sao Hề Mũi Đỏ Buggy" và "Râu Đen Marshall D. Teach".

## Siêu Tân Tinh
Siêu Tân Tinh (超新星 Chōshinsei) là những hải tặc có số tiền truy nã trên 100,000,000, đến từ bốn đại dương trên thê giới. Hàng năm những kẻ này cùng tụ hợp tại quần đảo Đảo Sabaody để tiến vào Tân Thế giới. Thế hệ của Luffy và Zoro với cái tên 11 Siêu Tân Tinh (11人の超新星 Jūichinin no Chōshinsei) là đại diện nổi bật nhất của cái danh hiệu này, hiện giờ sau hai năm 11 nhân vật này hiện đang gây sóng gió ở Tân Thế giới. Đồng thời nhóm 11 người này còn được gọi gộp chung với Tứ Hoàng Râu Đen thành "Thế Hệ Tồi Tệ Nhất" (最悪の世代 Saiaku no Sedai). Các Siêu Tân Tinh còn được gọi với cái tên khác là Super Rookie (スーパールーキー Siêu Tân Binh). Bên cạnh thế hệ của Luffy thì một số nhân vật khác cũng là Siêu Tân Tinh như Cavendish là thế hệ trước Luffy còn Bartolomeo và hai anh em Caribou là ở thế hệ sau.

## Thế giới ngầm
Thế giới ngầm (裏社会 Urashakai) là chợ đen của các thương vụ mua bán lậu, hoạt động trái phép, giao dịch mờ ám và là nơi kết nối nhiều thế lực lớn trên thế giới như Thất vũ hải, Tứ Hoàng, Quý tộc Thế giới và Siêu Tân Tinh. Doflamingo từng là nhân vật có tầm ảnh hưởng lớn nhất trong Thế giới ngầm với tên gọi Joker cho đến khi bị tống giam vào Impel Down và mất đi vị thế.

### Đế vương
Du Feld
Drug Peclo
Morgans
Giberson
Umit

## Chính phủ Thế giới
Chính phủ thế giới (世界政府 Sekai Seifu) là liên hiệp của hơn 170 quốc gia trong thế giới One Piece. Chính phủ thế giới hiện nay được thành lập bởi hai mươi quốc gia vào 800 năm trước. Trụ sở chính của Chính phủ Thế giới nằm ở Thánh địa Mary Geoise phía trên của Red Line.
Im
Im (イム Imu) là một nhân vật bí ẩn chưa rõ danh tính hay lai lịch. Kẻ này được Ngũ Lão Tinh phụng sự và suy tôn ngồi lên Ngai Vô Chủ, tức người có địa vị cao nhất tại Chính phủ Thế giới.
Ngũ Lão Tinh
Ngũ Lão Tinh (五老星 Gorōsei) là năm vị nguyên lão nắm giữ quyền lực tối cao của Chính phủ Thế giới. Tước hiệu của họ là địa vị cao nhất trong Thiên Long Nhân.
Kong
Kong (コング Kongu) hiện là Tổng Chỉ huy quân đội trực thuộc Chính quyền thế giới, ông từng giữ chức Nguyên soái của Hải quân vào hơn 20 năm về trước.

## Thiên Long Nhân
Thiên Long Nhân (天竜人 Tenryūbito) hay Quý tộc thế giới (世界貴族 Sekai Kizoku) là dòng dõi của 20 vị vua sáng lập Chính quyền thế giới 800 năm về trước. Các quý tộc thế giới nhận được sự bảo vệ từ Chính quyền cũng như Hải quân. Nếu một Thiên Long Nhân bị tấn công, thì ngay lập tức sẽ có một Đô Đốc từ Tổng bộ đến bảo vệ họ. Các quý tộc thế giới khá độc ác, hách dịch và sở hữu rất nhiều nô lệ. Chúng coi bản thân là một chủng tộc cao cấp hơn người bình thường. Chúng sống ở tại một nơi gọi là Thần Địa ở trong Thánh địa Mary Geoise.
Rosward
"Thánh" Rosward (ロズワード聖 Rozuwādo Sei) là cha của hai anh em Charloss, một kẻ hách dịch độc ác.
Charloss
"Thánh" Charloss (チャルロス聖 Charurosu Sei) là con trai của Rosward, hắn ta từng gây chuyện ở quần đảo Sabaody và bị Luffy trừng trị.
Shalria
"Thánh" Shalria (シャルリア聖 Sharuria Gū) là con gái của Rosward, em gái của Charloss. Cô ta cũng hách dịch và độc ác giống y bố với anh trai.
Donquixote Mjosgard
"Thánh" Donquixote Mjosgard (ドンキホーテ・ミョスガルド聖 Donkihote Myosugarudo Sei) là Thiên Long Nhân 20 năm trước từng đắm tàu ở dưới Đảo Người Cá và được dân đảo cứu. Ông đã được hoàng hậu Otohime quá cố khai sáng và hiện trở thành người tốt. Ông nguyện một lòng giúp đỡ gia đình vua Neptune và dân tộc của họ. Mjosgard có họ hàng với gia đình của Doflamingo.
Jalmack

## Hải Quân
Hải quân (海軍 Kaigun) là một tổ chức quân sự lâu đời trực thuộc Chính phủ thế giới, có các chi nhánh đóng ở khắp mọi nơi trên thế giới One Piece. Hải quân có nhiệm vụ duy trì nền hoà bình và bảo vệ cuộc sống của người dân trên danh "Chính nghĩa". Hình ảnh đặc trưng của lính Hải quân là đồng phục trắng và chiếc áo choàng trắng với hai chữ Hán là 正義 (chính nghĩa, tiếng Nhật đọc là "Seigi") in ở sau lưng. Hải quân là đối trọng của phe Hải tặc và đồng thời là một trong "Tam đại thế lực", duy trì cân bằng của trật tự cho giới. Tổng bộ hải quân từng được đặt trên New Marineford ở lối vào của Tân thế giới.

### Nguyên soái
Nguyên soái (元帥 Gensui, bản dịch Kim Đồng sử dụng từ "Thủy sư Đô đốc" từ bản tiếng Anh là "Fleet Admiral") là vị trí đứng đầu và có quyền lực cao nhất của Hải quân.
Sakazuki
Sakazuki (サカズキ) là Nguyên soái đương nhiệm, biệt danh khi ông còn giữ chức Đại tướng là Akainu (赤犬 (Xích Khuyển) nghĩa đen "Chó đỏ"). Ông theo "Chính nghĩa tuyệt đối". Akainu sở hữu trái ác quỷ Magu Magu (マグマグの実 Magu Magu no Mi) hệ Logia, cho phép ông có khả năng chuyển hoá cơ thể và có khả năng tạo ra dung nham. Tạo hình của Sakazuki được tác giả Oda Eiichiro dựa trên diễn viên điện ảnh Sugawara Bunta

### Đại tướng
Đại tướng (大将 Taishō, bản dịch Kim Đồng sử dụng từ "Đô đốc" từ bản tiếng Anh là "Admiral") là vị trí mà những người trong này được mệnh danh là những người mạnh nhất của Hải quân. Vị trí này luôn có ba người và có sức mạnh khá đồng đều. Mỗi vị Đại tướng đều có một sức mạnh lớn và độ huỷ diệt rất khủng khiếp. Người ở vị trí Đại tướng sẽ luôn có một biệt danh riêng.
Borsalino (Kizaru)
Kizaru (黄猿 (Hoàng Hầu) nghĩa đen "Khỉ vàng"), tên thật là Borsalino (ボルサリーノ Borusarīno), là một trong 3 Đại tướng hiện tại, và là Đại tướng duy nhất tại vị từ trước timeskip. Kizaru theo "Chính nghĩa trung lập". Ông sở hữu trái ác quỷ hệ Logia, Pika Pika (ピカピカの実 Pika Pika no Mi) cho phép ông có sức mạnh và tốc độ của ánh sáng. Là một người lỡ đãng, không nghiêm túc khi đánh nhau và đó cũng là lý do dù đánh bại được 5 thành viên của Thế Hệ Tồi Tệ Nhất nhưng lại để chúng trốn mất. Kizaru có thể sử dụng hai loại Haki thông thường. Oda đã tạo nên Borsalino dựa trên diễn viên điện ảnh Tanaka Kunie
Issho (Fujitora)
Fujitora (藤虎 (Đằng Hổ) nghĩa đen "Hổ Tím"), tên thật là Isshō (イッショウ), là một trong 3 Đại tướng hiện tại. Issho không gia nhập Hải quân theo cách thức truyền thống, ông mới gia nhập trong thời gian gần đây theo lệnh triệu tập nghĩa vụ từ Nguyên soái Sakazuki. Ông tự làm mù mắt mình vì không muốn thấy những điều tồi tệ trên đời, và có chút tiếc nuối khi không được nhìn Luffy khi cậu cứu vương quốc Dressrosa. Ông sở hữu trái ác quỷ hệ Paramecia, Zushi Zushi (ズシズシの実 Zushi Zushi no Mi), giúp ông điều khiển lực hấp dẫn của vật thể.
Aramaki (Ryokugyu)
Ryokugyu (緑牛 (Lục Ngưu) nghĩa đen "Bò xanh"), tên thật là Aramaki (アラマキ), là một trong 3 Đại tướng hiện tại. Ryokugyu xuất hiện lần đầu trong một cuộc trò truyện với Fujitora sau phần Dressrosa, và chính thức lộ diện ở cuối phần Wano Quốc. Ông theo "Chính nghĩa tuyệt đối" như Sakazuki. Sở hữu trái ác quỷ Mori Mori (モリモリの実 Mori Mori no Mi) hệ Logia, cho khả năng chuyển hoá thành người rừng cây, có thể hút chất dinh dưỡng từ đối thủ (đó cũng là lí do ông nói với Fujitora rằng ông đã 2 năm không ăn uống).

### Trung tướng
Trung tướng (中将 Chūjō, bản dịch Kim Đồng sử dụng từ "Phó đô đốc" từ bản tiếng Anh là "Vice Admiral") là những người dưới quyền Đại tướng.

#### Smoker
Smoker (スモーカー Sumōkā) hiện giữ chức vụ Trung tướng trực thuộc chi nhánh G5 của Hải quân ở Tân thế giới. Anh có biệt danh là "Thợ săn trắng Smoker" (白猟のスモーカー Hakuryō no Sumōkā). Smoker sở hữu trái ác quỷ Moku Moku (モクモクの実 Moku Moku no Mi) hệ Logia, cho phép anh hoá thân thành khói cũng như điều khiển chúng. Vũ khí của Smoker là một cây thập thủ có bọc đá biển ở đầu. Smoker là một trông số ít các nhân vật phụ xuất hiện xuyên suốt trong nhiều phần truyện.

#### Monkey D. Garp
Monkey D. Garp (モンキー・D・ガープ Monkī Dī Gāpu) được mệnh danh là anh hùng của Hải quân cùng với Sengoku, ông là kì phùng địch thủ của Vua Hải tặc Roger. Biệt danh của ông là "Garp Nắm Đấm" (ゲンコツのガープ Genkotsu no Gāpu). Mặc dù thừa khả năng đảm nhiệm vị trí Đại tướng hay xa hơn là Nguyên soái của Hải quân, ông luôn từ chối thăng cấp và chỉ giữ vị trí Trung tướng cho mình. Garp là bố của nhà cách mạng Dragon, ông nội của Luffy và cũng là ông nuôi của Portgas D. Ace, ông nhận nuôi Ace theo nguyện vọng của Roger. Đồng thời ông là thầy của Coby và Hellmepo. Garp sở hữu một sức mạnh và thể lực phi thường với haki rất mạnh.

### Thiếu tướng
Thiếu tướng (少将 Shōshō) là những hải quân có quyền lực và vai trò thấp hơn.
Hina
Hina (ヒナ ) giữ chức Thiếu tướng của Hải Quân và là bạn đồng ngũ của Smoker. Hina có biệt danh là "Hắc Hạm Hina" (黒檻のヒナ Kuro Ori no Hina). Cô sở hữu trái ác quỷ Ori Ori (オリオリの実 Ori Ori no Mi) hệ Paramecia, cho phép cô có khả năng khoá đối thủ. Hina là cấp trên của hai nhân vật Fullbody và Jango. Cô xuất hiện lần đầu ở đoạn cuối của phần Alabasta.
Sicily
Akehende
Catacombo
Kadar

### Chuẩn tướng
Daigin
Yarisugi
Brannew
Pudding Pudding

### Đại tá
Tashigi
Tashigi (たしぎ? Tashigi) là cấp dưới của Smoker, hiện cô đang làm việc tại chi nhánh G5 của Hải quân ở Tân thế giới. Tashigi rất đam mê kiếm thuật và thích tìm hiểu về các loại kiếm. Tashigi có mục tiêu là thu thập các thanh kiếm quý trên thế giới để chúng không rơi vào tay kẻ xấu. Ngoại hình và tính cách của Tashigi có nhiều điểm tương đồng với Kuina, người bạn thân đã mất của Zoro
Koby
Koby (コビー Kobī) là cậu bé năm xưa từng bị bắt làm việc trên tàu của nữ hải tặc Alvida và được Luffy cứu. Koby gia nhập Hải Quân và làm tạp vụ ở Chi nhánh thứ 153 của Hải Quân sau khi Đại tá Morgan bị đánh bại, trước khi cùng với Hellmepo trở thành học trò của Garp và thuyên chuyển về Tổng Bộ Hải Quân. Koby ban đầu rất nhát gan và sợ chết, nhưng qua thời gian cậu đã trở nên dũng cảm hơn. Cậu có nhiều thay đổi và phát triển trong cả thể chất lẫn ngoại hình theo diễn biến của truyện. Hiện Koby đã đang giữ chức Đại tá và là thành viên của tổ chức bí mật "SWORD" của Hải Quân.
T Bone
Very Good
Shu
Sharinguru
Gorilla
Nezumi

### Trung tá
Donquixote Rosinante
Ripper

### Thiếu tá
Helmeppo

### Đại úy
Zotto

### Trung úy
Stalker
Rokkaku

### Thiếu úy
Makko
Isuka

### Trung sĩ
Mashikaku
Shine
Asahija

### Binh nhất
Lines

### Binh nhì
Ukkari
Fullbody
Jango

### Tổng Thanh tra
Sengoku
Sengoku (センゴク?) là Nguyên soái tiền nhiệm của Hải quân trước Timeskip, ông có biệt danh là "Phật Sengoku" (仏のセンゴク Hotoke no Sengoku) bởi sở hữu trái ác quỷ Hito Hito, Model: Đại Phật (ヒトヒトの実 モデル：大仏 Hito Hito no Mi Moderu: Daibutsu) hệ Zoan Thần Thoại, giúp ông có thể hoá thân thành một hình dạng giống với Phật. Sengoku cùng Trung tướng Garp là hai tượng đài Hải quân đã gánh vác Hải quân từ thời Roger, và là một trong các huyền thoại của thế giới One Piece còn sống đến này. Sau trận đại chiến tại Marineford, ông thôi chức Nguyên soái và hiện tại đang đảm nhận nhiệm vụ đặc biệt Tổng Thanh tra của Hải quân.

### Đội Khổng lồ
Lacroix
Ronse

### SWORD
Đội bí mật đặc biệt trực thuộc tổng bộ Hải Quân do X Drake làm Đội trưởng.

### Đơn vị Khoa học
Vegapunk
Nhà khoa học thiên tài đang làm việc cho Hải Quân và Chính phủ Thế giới
Sentomaru
Sentomaru là vệ sĩ riêng của Vegapunk và là Đội trưởng Đội Khoa học. Hiện tại thì Senomaru đã có chức vụ bên Hải Quân nhưng không rõ là gì.
Pacifista
Đội quân Pacifista là các cyborg được tiến sỹ Vegapurk chế tạo theo ngoại hình của Kuma và có khả năng bắn ra tia laze như sức mạnh của Kizaru.
SSG
SSG là đội khoa học đặc biệt.

### Khác
Bogard
Candre
Bike
Bomba
Bakezo
Jero
Gai
Fishbonen
Kyuji
Koda
Rika

## Cipher Pol
Cipher Pol (サイファーポール Saifā Pōru) hay viết tắt là CP, là một tổ chức của Chính phủ thế giới. Họ hoạt động như một tổ chức điệp viên và cảnh sát ngầm. Trong truyện hiện đã xuất hiện CP5, CP6, CP7, CP9 và CP-0.

### CP-0
CP-0 (Shī-Pī Zero) hay Cipher Pol Aigis 0 (サイファーポール"イージス"ゼロ Saifā Pōru Ījisu Zero) là một tổ chức thuộc Cipher Pol phục vụ cho "Quý Tộc Thế giới". Theo Nico Robin, CP-0 là tổ chức mạnh nhất trong tất cả các Cipher Pol và khi họ xuất hiện thì sẽ mang theo một điều gì đó không tốt lành.
Rob Lucci
Rob Lucci (ロブ･ルッチ Robu Rucci) là thành viên mạnh nhất CP9, và là cựu nhân viên của "Galle-La Company". Lucci được biết đến là sát thủ mạnh nhất trong lịch sử của tổ chức CP9, với cách hành động khá tàn bạo và. Anh sở hữu trái ác quỷ Neko Neko Model: Leopard (Báo hoa mai) (ネコネコの実 モデル：豹（レオパルド） Neko Neko no Mi, Moderu: Reopado) hệ Zoan và trở thành 
"Người báo" (ヒョウ人間 Hyō Ningen). Lucci cực kì thành thục Lục Thức và là thành viên duy nhất đột phá được đến tầng cuối cùng, luyện được chiêu thức thứ bảy Lục Thức Bá Vương (六王銃 Rokuōgan). Chỉ số "Douriki" của Lucci là 4000. Lucci có nuôi một con bồ câu tên là Hattori. Hiện Lucci đã quay trở lại phục vụ Chính phủ và làm sếp của CP-0
Kaku
Kaku (カク) ban đầu được biết đến là nhân viên của "Galley-La Company", trước khi tiết lộ thân phận thật sự là một sát thủ của CP9. Anh có một chiếc mũi dài giống Usopp nhưng hình vuông và ngắn hơn. Kaku sở hữu trái ác quỷ Usi Usi, Model: Giraffe (Hươu cao cổ) (ウシウシの実 モデル：麒麟（ジラフ） Ushi Ushi no Mi, Moderu: Jirafu) và trở thành "Người Hươu cao cổ" (キリン人間 Kirin Ningen). Kaku kết hợp "Lục Thức" và sở trường kiếm thuật của mình đê tạo cho mình một phong cách chiến đấu riêng. Đó là phái tứ kiếm, với hai thanh katana ở hai tay và dùng chiêu "Chân bão" (嵐脚 Rankyaku) như hai lưỡi kiếm. Chỉ số "Douriki" của Kaku là 2200. Hiện Kaku cũng về làm việc ở CP-0 cho Chính phủ cùng với Lucci.
Spandam
Spandam (スパンダム Supandamu) là sếp cũ của CP9 và cũng từng là thành viên của CP9. Hắn ta từng được Ngũ Lão Tinh giao nhiệm vụ truy tìm vũ khí cổ đại Pluton, một kẻ tham vọng và rất độc ác. Hắn hiện làm cho CP-0 dưới quyền Lucci. Spandam sở hữu một thanh kiếm đã "ăn" trái ác quỷ Zou Zou (ゾウゾウの実 Zō Zō no Mi) tên là Funkfreed (ファンクフリード Fankufurīdo). Nó là một Thanh Kiếm Voi (象剣 Zōken), tức là một thanh kiếm có thể biến thành một con voi.
Stussy
Stussy (ステューシー Sutyūshī) một trong các bậc đế vương của thế giới ngầm với biệt hiệu "Bà Hoàng Phố Đèn Đỏ" (歓楽街の女王 Kanraku-gai no Joō) và có mối giao hảo với Tứ Hoàng Big Mom. Thân phận thực sự của cô ta là một đặc vụ của CP-0.

### CP9
CP9 (Shī-Pī Nain) hay Cipher Pol Number 9 (サイファーポールNo.9 Saifā Pōru Nanbā Nain) là một tổ chức mật của Cipher Pol, nằm dưới sự chỉ đạo của Chính phủ Thê giới. CP9 gồm các sát thủ chuyên làm nhiệm vụ ám sát, thu thập hay điều tra các tài liệu mật, có khả năng thực hiện các nhiệm vụ được coi là bất khả thi. Ngoài thủ lĩnh Spadam thì tất cả các thành viên chính đều thành thạo Lục Thức (六式 Rokushiki), sức mạnh của các thành viên được đo bằng chỉ số "Douriki". Sau sự kiện ở Enies Lobby tám thành viên chính đã rời khỏi tổ chức.
Spandine
Spandine (スパンダイン Supandain) là bố của Spandam. Ông ta là sếp của CP9 vào thời điểm 22 năm trước và cũng là một trong những người có dính líu trực tiếp tới sự kiện Ohara.
Laskey
Laskey (ラスキー Rasukī) là bố của Kalifa. Ông từng là thành viên của CP9 vào 22 năm trước.
Jabra
Jabra (ジャブラ Jabura) là một trong ba các thành viên cuối cùng của CP9 được giới thiệu. Ngoại hình và cách ăn mặc của Jabra giống vơi các võ sư Trung Hoa. Anh sở hữu trái ác quỷ Inu Inu, Model: Chó sói (イヌイヌの実 モデル：狼（ウルフ） Inu Inu no Mi, Moderu: Urufu) và trở thành "Người Sói" (狼人間 Ōkami Ningen). Chỉ số "Douriki" của Jabra là 2180.
Blueno
Blueno (ブルーノ Burūno) là một bartender ở Water 7 trước khi được tiết lộ là một đặc vụ của CP9. Ông là một người đàn ông cao lớn với môi lớn, một bộ râu đen và có kiểu tóc của trông giống như cặp sừng của bò. Blueno sở hữu trái ác quỷ Doa Doa (ドアドアの実} Doa Doa No Mi) hệ Paramecia và là "Người Cửa (ドア人間 Doa Ningen). Ông ta có thể tạo ra cửa trên bất kỳ bề mặt nào, "cánh cửa" này sẽ dẫn tới một chiều không gian khác.
Kumadori
Kumadori (クマドリ Kumadori) là một cựu thành viên của CP9 và một trong những thành viên cuối cùng được giới thiệu.
Fukurou
Kalifa
Kalifa (カリファ Karifa) là thư ký của Giám đốc "Galley-La Company", Iceburg, trước khi tiết lộ là một sát thủ của CP9. Vũ khí của cô là một chiếc roi gài dài màu đen. Kalifa sở hữu trái ác quỷ Awa Awa (アワアワの実} Awa Awa No Mi) và trở thành "Người Bong Bóng Xà Phòng (石鹸人間 Sekken Ningen). Chỉ số "Douriki" của Kalifa là 630.
Nero
Nero (ネロ Nero) là thành mới được kết nạp vào CP9. Nero là một trong các sát thủ được cử đến hộ trợ cho việc áp giải Nico Robin từ Water 7 về Enies Lobby bằng tàu hoả trên biển, Puffing Tom. Sau khi thất bại trong nhiệm vụ ngăn chặn Franky, Nero bị loại khỏi tổ chức và bị ném xuống biển. Khác với các thành viên chính của CP9, Nero chỉ thông thạo bốn chiêu của Lục Thức.

## Thất Vũ Hải
Vương Hạ Thất vũ hải (王下七武海 Ōka Shichibukai) hay thường gọi là Thất vũ hải (七武海 Shichibukai) từng là bộ bảy hải tặc hùng mạnh làm việc cho Chính phủ Thế giới, giới Hải tặc coi những kẻ này là "Những con chó của Chính phủ". Khi gia nhập Thất Vũ Hải thì mọi tội ác cũng như số tiền truy nã trước đây của họ sẽ được loại bỏ. Chúng có quyền tự do cướp bóc, tấn công hải tặc khác mà không bị truy nã, mặt khác họ phải chia một phần số tài sản cướp được cho Chính phủ. Tuy trên danh nghĩa là làm việc cho Chính phủ, nhưng các Thất vũ hải cũng không quan tâm và coi trọng Chính phủcũng như các đồng nghiệp của mình. Sau Hội nghị Thế giới Levely vừa mới kết thúc thì hệ thống Thất Vũ Hải đã chính thức bị xóa sổ hoàn toàn. Các nhân vật từng giữ tước hiệu này bao gồm: Mihawk, Jinbe, Crocodile, Doflamingo, Moria, Kuma, Teach, Hancock, Law, Buggy và Weevil.
Bartholomew Kuma
Bartholomew Kuma (バーソロミュー・くま Bāsoromyū Kuma?) có biệt danh là "Bạo chúa" (暴君 Bōkun?). Dù Kuma là thành viên của Quân Cách mạng, nhưng ông lại là Thất vũ hải duy nhất nhận được sự tin tưởng tuyệt đối từ phía Chính phủ thế giới. Kuma sở hữu trái ác quỷ Nikyu Niyku (ニキュニキュの実  Nikyu Nikyu no Mi) hệ Paramecia, Ông có khả năng phản lại mọi vật chất với tốc độ cao. Kuma hiện là một người máy sinh học PX-0 ( Pīekkusu Zero) sau này đã mất hoàn toàn lý trí con người. Kuma là bản mẫu của dòng vũ khí sinh học Pacifista (パシフィスタ Pashifisuta) thuộc Hải quân do tiến sĩ Vegapunk chế tạo. Kuma là ân nhân của băng Mũ Rơm, ông đã giúp đỡ họ trên quần đảo Sabaody. Số tiền truy nã của Kuma trước đây là 296 triệu 

## Impel Down
Impel Down (インペルダウン Inperudaun) là một trong ba địa điểm chính của chính phủ thế giới (cùng với Marineford và Enies Lobby). Impel down được coi là nhà tù của thế giới, với hệ thống cấp độ gồm sâu 6 tầng (level). Tội càng nặng thì ở tầng càng sâu, từ tầng 1->5 (Tầng 1:Địa ngục đẫm máu; Tầng 2:Địa ngục quái thú; Tầng 3:Địa ngục đói khát; Tầng 4:Địa ngục rực lửa; Tầng 5: Địa ngục băng giá dành cho tội phạm thông thường (Tiền truy nã càng cao tầng ngục càng lớn). Riêng ở giữa tầng 5 và 6 có thêm thêm tầng 5.5 (Vùng đất Newkana-Thiên đường tú nhân). Các trường hợp tội nặng như Ace, Jinbe được xếp ở Tầng 6 (Địa ngục vĩnh hằng) nơi tù binh được khép vào tử tội chờ ngày hành quyết.
Hannyabal
Lồng tiếng bởi: Goto Tetsuo
Hannyabal (ハンニャバル Hannyabaru) là Giám đốc đương nhiệm của Impel Down, trước là Phó Giám đốc nhà tù. Tuy Hannyabal luôn miệng đòi chức Magellan từ chức để mình lên thay nhưng ông lại là người có tinh thần trách nhiệm cực kỳ cao, không bỏ chạy và luôn quyết tâm hoàn thành nhiệm vụ và giữ vũng vị trí của mình. Một điểm hài hước của Hannyabal là ông không bị mê hoặc bởi sắc đẹp của Nữ hoàng Hải tặc Boa Hancok, nhưng ông lại bị vẻ đẹp của Nami hạ gục khi Bentham giả dạng.
Magellan
Lồng tiếng bởi: Hoshino Mitsuaki
Magellan (マゼラン Mazeran) là Phó Giám đốc ở Impel Down hiện nay, nguyên là Giám đốc của nhà tù. Magellan sở hữu trái ác quỷ Doku Doku (ドクドクの実 Doku Doku no Mi), cho ông ta khả năng tạo ra và điều khiển các loại chất độc.
Domino
Domino (ドミノ) là Quản ngục của Impel Down, trước đó 2 năm cô là Phó Quản ngục của nhà tù.
Sadi
Saldeath
Sukoshiba Kanishitoru
Muchana
Đơn vị Bazooka
Minotaurus
Minokoala
Minorhinoceros
Minozebra
Minochihuahua
Blugori
Sphinx
Basilisk
Manticores
Puzzle Scorpions
Giant Rats
Đơn vị Sói
Bellett
Bentham
Bentham (ベンサム Bensamu) hay Mr. 2 Bon Clay (Mr.2・ボン・クレー Misutā Tsū Bon Kurē). Anh là cựu Nhân viên Đại Lý của tổ chức Baroque Works, hiện là Tân Nữ hoàng của Level 5.5 trong Impel Down. Bentham xuất hiện lần đầu với bí danh Mr.2 ở cuối phần truyện Little Garden. Sau kết bạn với băng Mũ Rơm và trở thành đối thủ chính của Sanji trong phần Alabasta. Khi cuộc chiến kết thúc, Anh một lần nữa trở thành bạn của băng Mũ Rơm và cùng các thuyền viên của Okama Way giúp đỡ họ trốn thoát khỏi sự truy đuổi của Đại tá Hina. Sau Này Bentham bị bắt vào Impel Down và gặp lại Luffy tại đây, anh giúp đỡ và hỗ trợ Luffy rất nhiều trong suốt cuộc phiêu lưu ở nhà tù. Bentham sở hữu trái ác quỷ Mane Mane (マネマネの実 Mane Mane no Mi) hệ Paramecia, giúp anh có khả năng lưu giữ và biến đổi ngoại hình thành người khác. Bên cạnh sức mạnh trái ác quỷ, Bon còn sử dụng một môn võ có tên gọi "Quyền pháp Okama".
Bentham bị truy nã với số tiền thưởng là 32.000.000
Donquixote Doflamingo
Hiện Doflamingo là tù nhân duy nhất được biết rõ họ tên giam ở tầng 6.

## Quân Cách Mạng
Đứng đầu là Monkey D Dragon. Quân Cách mạng chống lại Chính phủ Thế giới vì sự độc ác và bạo tàn của bộ máy, Monkey D. Dragon được coi là tội phạm nguy hiểm nhất Thế giới.
Monkey D. Dragon
Monkey D. Dragon (モンキー・D・ドラゴン Monkī Dī Doragon) là lãnh tụ tối cao của Quân Cách Mạng. Ông được nhắc với cái tên "Nhà cách mạng" Dragon (革命家ドラゴン Kakumeika Doragon) hoặc "Tội phạm nguy hiểm nhất thế giới" (世界最悪の犯罪者 Sekai Saiaku no Hanzaisha). Dragon là bố của Luffy và là con trai của Garp. Dù xa cách con trai từ lâu nhưng ông vẫn dành sự quan tâm nhất định cho Luffy. Mỗi khi trời đổi gió thì Dragon đều nhìn về hướng đông, chính điều này khiến Ivankov đưa ra nhận định là Dragon có người thân ở East Blue. Dragon chính là người đã cứu mạng Sabo khi anh gặp nạn lúc bé, sau này thì ông đã đích thân huấn luyện anh.
Sabo
Sabo (サボ) là Tổng Tham mưu Trưởng - người đứng thứ 2 của Quân Cách mạng và là anh em kết nghĩa với Luffy và Ace. Sabo từng là con của một gia đình quý tộc ở Vương quốc Goa, đã bỏ nhà ra đi và trở thành người Nhà Dadan. Sabo được cho là đã chết trong vụ đắm tàu 12 năm về trước. Sau này anh được tiết lộ là vẫn còn sống và trở thành thành viên Quân Cách mạng. Biết được Luffy đến Dressrosa để vừa đánh bại Dofflamingo vừa lấy lại trái ác quỷ mà Ace từng sở hữu trước khi mất, Sabo đến và hỗ trợ cho Luffy cùng băng Mũ Rơm, đồng thời đoạt lại được trái ác quỷ Mera Mera (メラメラの実 Mera Mera no Mi) hệ Logia, như là sự kế thừa ý chí của Ace. Truy nã hiện tại của Sabo là 602.000.000 
Bartholomew Kuma
Emporio Ivankov
Thủ lĩnh phía G (Grand Line) và là "Nữ hoàng" vương quốc Kamabakka (thật ra là nam giới), chiến hữu của Dragon, sở hữu trái ác quỷ Horu Horu hệ Paramecia cho khả năng tạo và điều khiển hormone. Ivankov đồng hành cùng Luffy trong cuộc vượt ngục Impel Town và giải cứu Ace. Ivankov cũng là người huấn luyện Sanji trong hai năm.
Inazuma
Phó Thủ lĩnh phía G
Bello Betty
Thủ lĩnh phía Đông, mức truy nã hiện tại của Betty là 457.000.000 
Ahiru
Phó thủ lĩnh phía Đông, là thuộc cấp của Bello Betty.
Morley
Thủ lĩnh phía Tây, mức truy nã hiện tại của Morley là 293.000.000 
Ushiano
Phó thủ lĩnh phía Tây, là thuộc cấp của Morley.
Karasu
Thủ lĩnh phía Bắc, mức truy nã hiện tại của Karasu là 400.000.000 
Jiron
Phó thủ lĩnh phía Bắc, là thuộc cấp của Karasu.
Linbergh
Thủ lĩnh phía Nam, mức truy nã hiện tại của Linbergh là 316.000.000 
Gyamble
Phó thủ lĩnh phía Nam, là thuộc cấp của Linbergh.
Koala
Hack

## East Blue

### Đảo Dawn

#### Làng Cối Xay Gió
Makino
Wood Slap
Nhà Dadan
Curly Dadan

### Đảo Orange
Chouchou

### Làng Shimotsuki
Koushirou
Koushirou là thầy của Zoro
Kuina
Con gái quá cố của ông Koushirou và là bạn thửa nhỏ của Zoro, người mà Zoro không tài nào đánh bại được và cô không may đã qua đời.

### Đảo Thú Quý Hiếm
Gaimon
Safulken

### Nhà hàng Baratie
Zeff
Zeff là hiện là Bếp trưởng và là người đứng đầu nhà hàng Baratie.
Ông vừa là thầy vừa cha nuôi của Sanji, nền tảng cước pháp và nấu ăn của Sanji là do một tay ông ấy truyền thụ. Zeff trước đây từng là thuyền trưởng của một băng hải tặc riêng với tên là "Cook" và có biệt danh là "Zeff Chân Đỏ". Sau khi từ Grand Line trở về thì Zeff đã vướng vào vụ tai nạn với con tàu thương gia Orbit, và ông bị mắc cạn cùng với Sanji trên một mỏm đá giữa biển. Zeff nhường hết số lương thực ít ỏi cho Sanji còn ông quyết định tự ăn chính một chân của mình để cầm cự. Sau khi thoát nạn Zeff giải nghệ và nhận nuôi Sanji, hai cha con ông bắt đầu cùng nhau gây dựng nên nhà hàng Baratie. Ước mơ của Zeff cũng giống với Sanji, đó là tìm ra vùng biển All Blue huyền thoại.
Patty
Canne

### Làng Cây Dừa
Genzo
Nojiko

### Loguetown
Ippon Matsu

## North Blue
Donquixote Holming

### Vương Quốc Germa
Vinsmoke Jugde
Vinsmoke Judge (ヴィンスモーク・ジャッジ Vinsumōku Jajji) là quốc vương của Germa và là người đứng đầu Germa 66. Judge là cha của năm anh chị em Sanji và có biệt danh là "Garuda" (Quái Điểu) (怪鳥(ガルーダ) Garūda). Ông ta cũng là một nhà khoa học và từng là đồng nghiệp với tiến sĩ Vegapunk. Bên cạnh đó thì Caesar có vẻ cũng có chút quen biết với Judge.
Sora
Sora là mẹ của năm anh em Sanji, hoàng hậu của vương quốc Germa. Bà đã mất từ nhiều năm về trước do bệnh tật, mà thực chất nguồn cơn là để bảo vệ nhân tính cho anh em Sanji.
Vinsmoke Reiju
Vinsmoke Reiju (ヴィンスモーク・レイジュ Vinsumōku Reiju) là chị của Sanji và là chị cả trong năm anh chị em. Không như ba đứa em thì Reiju vừa có sức mạnh thể chất phi phàm lại nhưng vẫn giữ lại được nhân tính. Cô có biệt danh là "Poison Pink" (ポイズンピンク Poizun Pinku, "Hồng Độc") và cô ấy có sở hữu một trái ác quỷ chưa biết tên.
Vinsmoke Ichiji
Vinsmoke Ichiji (ヴィンスモーク・イチジ Vinsumōku Ichiji) là con trai cả của gia tộc Vinsmoke, anh lớn của Sanji và có biệt danh là "Sparking Red" (スパーキングレッド Supakingu Reddo, "Tia Lửa Đỏ"). Ichiji có phần nghiêm túc hơn so với hai đứa em.
Vinsmoke Niji
Vinsmoke Niji (ヴィンスモーク・ニジ Vinsumōku Niji) là con trai thứ hai của gia tộc Vinsmoke, anh thứ của Sanji và có biệt danh là "Dengeki Blue" (デンゲキブルー Dengeki Burū, "Điện Lam").
Vinsmoke Yonji
Vinsmoke Yonji (ヴィンスモーク・ヨンジ Vinsumōku Yonji) là em út trong gia tộc Vinsmoke tuy nhiên lại là người cao lớn nhất. Biệt danh của Yonji là "Winch Green" (ウインチグリーン "Tời Lục").
Germa 66
Germa 66 (Double Six) (ジェルマ 66 (ダブルシックス) Jeruma Daburu Shikkusu) là Germa tổ chức quân sự của Vương quốc Germa và chuyên đi đánh thuê. Theo lời kể thì Germa 66 là tổ chức sát nhân khét tiếng trong thế giới ngầm và được mệnh danh là quân đoàn ác quỷ. Gia tộc Vinsmoke là những kẻ đứng đầu tổ chức này với Vinsmoke Judge là thống lĩnh tối cao.

## Grand Line

### Vương quốc Sakura
Dalton
Dalton (ドルトン Doruton) nguyên là hộ vệ của vương quốc Drum, hiện anh là vua của vương quốc Sakura và được người dân hết lòng ủng hộ, yêu mến. Dalton sở hữu trái ác quỷ Usi Usi, Model: Bison (ウシウシの実 モデル 野牛 (バイソン) Ushi Ushi no Mi, Moderu: Baison) hệ Zoan và có khả năng hóa thành bò rừng bison.
Dr Kureha
Dr. Hiriluk

### Vương quốc Alabasta
Neferteri Vivi
Neferteri Vivi (ネフェルタリ・ビビ Neferutari Bibi) là công chúa của Alabasta thuộc dòng dõi nhà Neferteri. Vivi từng phiêu lưu cùng băng Mũ Rơm một thời gian. Vivi từng tham gia vào tổ chức Baroque Work với mật danh Miss Wednesday để điều tra chân tướng của Mr. 0.
Neferteri Cobra
Neferteri Cobra (ネフェルタリ・コブラ Neferutari Kobura) là Vua đương nhiệm của Vương Quốc Alabasta.
Neferteri Titi
Neferteri Titi (ネフェルタリ・ティティ Neferutari Titi) là Hoàng Hậu của Vương Quốc Alabasta, bà là vợ của Vua Neferteri Cobra và là mẹ của Vivi. Bà đã mất từ nhiều năm về trước.
Igaram
Pell
Pell (ペル Peru) là Chỉ Huy của Quân đội Hoàng gia Alabasta cùng với Chaka và có biệt danh "Pell Chim Cắt" (ハヤブサのペル  Hayabusa no Peru). Pell sở hữu trái ác quỷ Tori Tori, Model: Falcon (Chim cắt) (トリトリの実 モデル：隼（ファルコン） Tori Tori no Mi, Moderu: Farukon) hệ Zoan và có khả năng biến thành chim cắt. Pell được mệnh danh là "Chiến binh mạnh nhất" vương quốc Alabasta, anh đại diện cho một trong hai vị thần bảo hộ của Alabasta "Thần Chim Cắt."
Chaka
Chaka (チャカ Chaka) là Chỉ Huy của Quân đội Hoàng gia Alabasta cùng với Pell và có biệt danh "Chaka Chó Rừng" (ジャッカルのチャカ Jakkaru no Chaka). Pell sở hữu trái ác quỷ Inu Inu, Model: Jackal (Chó Rừng) (イヌイヌの実 モデル：ジャッカル Inu Inu no Mi, Moderu: Jakkaru) hệ Zoan và có khả năng biến thành chó rừng. Anh đại diện cho một trong hai vị thần bảo hộ của Alabasta là "Thần Chó rừng."
Koza
Koza (コーザ Kōza) hiện là Bộ trưởng Bộ Môi trường của Alabasta, anh là bạn thủa nhỏ của công chúa Vivi trong băng Cát Cát. Koza là thủ lĩnh của quân kháng chiến trong cuộc nội chiến kéo dài hai năm từng xảy ra ở Alabasta.
Toto
là bố của Kohza. Ông có một người em trai tên là Goro.

### Skypiea
Conis
Gan Fall
Wyper
Aisa
Laki
Kagalgar
Enel
Ohm

### Water 7

#### Ga Shift
Kokoro
Chimney
Gonbe

#### Galley-La Company
Galley-La Company (ガレーラカンパニー Garēra Kanpanī) là một công ty đóng tàu lớn và cực kỳ nổi tiếng trong thế giờ One Piece. Galley-La Company nằm ở thành phố Water 7 và do Iceburg làm giám dốc. Galley-La Company được xem là ngôi nhà của những thợ đóng tàu hàng đầu thế giới. Công ty phục vụ cho nhiều đối tượng từ dân thường cho đến giới Hải Tặc, và đặc biệt là cho Chính phủ Thế giới.
Iceburg

### Đảo người cá
Sau nhiều lần không được mời tham gia hội nghị thế giới Reviere thì Đảo người cá đã được Chính phủ Thế giới công nhận và mời tham gia hội nghị thế giới hiện tại.

#### Gia đình Neptune
Vua Neptune
Otohime
Fukaboshi
Ryuboshi
Manboshi
Shirahoshi

#### Quán cà phê tiên cá
Keimi
Shyarly
Hatchan

### Punk Hazard
Caesar Clown
Đảo Punk Hazard là phòng nghiên cứu khoa học của do Doflamingo tài trợ.
Râu Nâu

### Vương quốc Dressrosa
Vua Riku
Viola
Kyros
Rebecca

### Tộc Mink
Đảo Zou là nơi sinh sống của tộc Mink, họ có mối quan hệ đồng minh khăng khít với gia tộc Kouzuki của Wano Quốc.
Inuarashi
Vua Bình Minh. Từng là học việc trên tàu Roger. Không rõ là có đi đến Raftel hay không.
Nekomamushi
Vua Hoàng Hôn. Từng là học việc trên tàu Roger. Không rõ là có đi đến Raftel hay không.
Wanda
Carrot
Pedro
Pedro là thủ lĩnh đội Hiệp Sĩ của Nekomamushi và là cựu thuyền trưởng của Băng hải tặc Nox. Mức truy nã khi Pedro còn sống là 382,000,000.

### Thời báo kinh tế thế giới
Morgans
Morgans là Chủ tịch của tờ báo này. Ông ta có biệt danh là "Big News".

### Wano Quốc
Tama
Tama hay O-Tama là cô bé ở làng Amigasha. Tama có ước mở là trở thành một nữ ninja tài giỏi.
Tenguyama Hitetsu
Tenguyama Hitetsu là sư phụ của Tama. Ông là một thợ rèn kiếm kiêm nhà sư tầm búp bê kokeshi. Ông là hậu duệ của Kotetsu tức là người đã rèn ra bảo kiếm Nidai Kitetsu và cũng là thanh kiếm mà ông ấy để ở trong nhà. Bản thân ông cũng là người tạo ra hai thanh bảo kiếm "Ame no Habakiri" và Sandai Kitetsu.
Yamato
Yamato (ヤマト) là con gái của Tứ Hoàng Kaidou và là một đồng minh cực kỳ quan trọng của băng Mũ Rơm trong trận chiến với băng Bách Thú trên Đảo Oni. Yamato có ước mơ mãnh liệt là được ra biển phiêu lưu, ước mơ này của Yamato là được truyền cảm hứng từ Kouzuki Oden. Khi còn bé thì Yamato không chỉ được chứng kiến buổi hành quyết của Oden mà còn nhặt được quyển nhật ký của ông ấy. Nên Yamato mến mộ ông ấy đến mức tự xưng mình là Kouzuki Oden, đây cũng là lý do khiến Kaidou vô cùng tức giận và bắt nhốt trên Đảo Oni trong suốt 20 năm. Yamato không thể nào rời khỏi đảo được do bị đeo còng tay phát nổ. Yamato đồng thời còn là một người bạn cũ của Ace, cả hai quen biết nhau sau khi Ace và băng của mình tấn công lên Đảo Oni để cứu người. Yamato cũng biết được về Luffy qua Ace, do không rời khỏi đảo cùng Ace được nên Yamato quyết định Luffy sẽ là người đưa mình ra biển khi cả hai hội ngộ. Yamato dùng được cả ba loại haki và sở hữu trái ác quỷ Inu Inu Model: Okuchi no Makami (イヌイヌの実 モデル 大口真神 (オオクチノマカミ) Inu Inu no Mi Moderu Ōkuchi no Makami) và có thể hóa thành một linh thần sói lớn. Khi còn bé thì được Yamato được gọi là "Công chúa quỷ" (鬼姫 Onihime).

#### Gia tộc Kouzuki
Kozuki Sukiyaki
Kouzuki Sukiyaki là Tướng quân đời trước của Vương quốc Wano, ông là bố của Oden và là ông nội của Momonosuke và Hiyori. Sukiyaki được cho là đã mất sau một cơn bạo bệnh trong thời gian Oden ra biển phiêu lưu
Kouzuki Oden
Kouzuki Oden là Lãnh Chúa xứ Kuri thuộc Wano Quốc, là người thừa kế chính thức của ngôi vị Tướng quân. Ông là cựu Đội trưởng Đội 2 của băng Râu Trắng và từng là thành viên của băng hải tặc Roger trong chuyến hành trình cuối cùng của Vua Hải Tặc. 20 năm trước ông đã bị bè lũ Kaido và Orochi hãm hại.
Kouzuki Toki
kouzuki Toki là vợ của Oden và là mẹ của hai anh em Momonosuke. Theo lời Toki giới thiệu thì bà ấy được cho là người đã vượt thời gian khi đã du hành từ quá khứ 800 năm trước tới tương lai. Bà ấy làm được việc đó bởi đã sở hữu trái ác quỷ Toki Toki liên quan tới thời gian. Bà Toki gặp và được Oden cứu mạng khi ông ấy đang chịu thử thách từ Râu Trắng. Sau đó hai người nên duyên vợ chồng và cùng chu du với băng Râu Trắng lẫn băng Roger. Một thời gian sau khi đi cùng với băng Roger thì bà ốm nặng và được đưa về Wano Quốc để tĩnh dưỡng. Vùng Kuri rất yêu mến Toki bởi những việc tốt đẹp mà bà đã giúp cho dân chúng, trong thời gian này bà đã bị quân của Orochi tấn công. Khi trở về thì ODen vô cùng tức giận và quyết tâm trả thù Orochi. Bà mất trong trận hỏa hoạn ở lâu đài Kuri không lâu sau khi chồng minh bị xử tử.
Kouzuki Momonosuke
Con trai của Oden, trưởng nam của gia tộc Kouzuki và là người thừa kế chính thống ngôi vị Lãnh chúa xứ Kuri cũng như Tướng quân của Wano Quốc. Momonosuke được sinh ra trên tàu Moby Dick của Râu Trắng, trong thời gian Oden chu du với danh phận của một hải tặc. Momonosuke cùng năm gia thần đã được bà Toki dịch chuyển tới tương lai 20 năm sau. Khi lưu lạc ở Punk Hazard thì Momonóuke đã ăn phải một trái quỷ nhân tạo có khả năng hóa thành một con rồng màu hồng. Trái này được tiến sĩ Vegapunk tạo ra và được cho là một sản phẩm thát bại. Thực ra nó là trái ác quỷ được tạo ra nhờ vào "Trích xuất nhân tử" từ Kaidou.
Kouzuki Hiyori
Con gái của Oden, em gái của Momonosuke. Hiện Hiyori đang sống với danh tính là Komurasaki tức đệ nhất Oiran của Wano Quốc, một tuyệt sắc gia nhân với vẻ đẹp nghiêng nước nghiêng thành.

##### Xích Sao Cửu Nhân Nam
Xích Sao Cửu Nhân Nam là chín samurai xuất chúng phục vụ cho gia tộc Kouzuki và bảo vệ Wano Quốc.
Kin'emon
Kin'emon là một trong các gia nhân phục vụ cho gia tộc Kouzuki. Ông có biệt danh là "Hồ Hỏa" Kin'emon. Kin'emon sử dụng một cặp song kiếm có thể chém ra lửa. Kin'emon sở hữu trái ác quỷ Fuku Fuku có khả năng biến ra quần áo.
Raizou
Raizou là một trong các gia nhân phục vụ cho gia tộc Kouzuki. Ông là một ninja với biệt danh "Sương Mù" và từng là kì phùng địch thủ với Fukurokuju của Orochi Oniwabanshu.
Kiku
Kiku là một trong các gia nhân phục vụ cho gia tộc Kouzuki. Kiku là một kiếm sĩ với biệt danh "Tàn Tuyết Kiku". Kiku bề ngoài trông như nữ giới nhưng thực chất lại là một nam nhân, Kiku nói là anh ta có tâm hồn của phái nữ. Kiku từng được mệnh danh là đệ nhất mĩ nam kiếm sĩ của Wano Quốc.
Shutenmaru
Shutenmaru là thủ lĩnh của băng đạo tặc Núi Atama và có tên thật là Ashura Douji. Ông ta từng là một tên tội phạm khét tiếng và mạnh nhất ở xứ Kuri. Oden đã đánh bại ông ta và khiến ông ta cảm mến mà đi theo mình.
Kawamatsu
Denjiro
Denjiro sống dưới danh phận Kyoushirou là Người đổi tiền của gia tộc Kurozumi, trở thành lão đại của gia tộc Kyoushirou và là trùm của toàn giới giang hồ ở Wano Quốc. Vào ngày diẽn ra cuộc tổng tấn công của Liên minh hải tặc vào Đảo Oni, Denjiro dã dẫn theo người trong băng của mình và tiết lộ thân phận thật sự cho nhóm Kin'emon cũng như toàn bộ phe ta biết.
Izou
Izou (イゾウ Izō) là cựu Đội trưởng Đội 16 của Băng hải tặc Râu Trắng. Izou gốc là dân của Xứ Ringo tại Wano Quốc và là anh trai của Kiku. Sau khi phát hiện ra Oden muốn theo lên thuyền của băng Râu Trắng thì Izou đã ngăn chặn rồi bất đắc dĩ trở thành người của băng. Dần dần Izou cũng thấy thích thú với vai trò là một hải tặc của ở ngoại quốc nên đã quyết định không quay về nữa. Sau khi biết tin Oden mất thì Izou cùng nhiều anh em đã định mở một cuộc tấn công vào Wano Quốc để trả thù, nhưng do thương vong quá lớn nên Râu Trắng không châp thuận. Izou cùng Marco đã hứa với Ace rằng chỉ cần Râu Trắng đồng ý thì họ sẽ quyết sống mái cùng Ace tấn công Wano Quốc. Sau khi Ace bị bắt thì Izou đã cũng tham gia cùng với các anh em khác trong băng Râu Trắng đánh vào Marineford. Một năm sau khi Râu Trắng mất, Izou tiếp tục cùng Marco và những người ở lại chiến đấu chống lại cuộc càn quét của băng hải tặc Râu Đen. Izou và tàn dư băng Râu Trắng thất thủ tại trận chiến này, Izou cùng những người sống sót lui về ở ẩn. Sau khi được Marco và Nekomamushi tới chiêu mộ để tham gia trận chiến báo thù tại Wano Quốc thì Izou nhanh chóng nhận lời và trở về quê hương chiến đấu. Izou tái ngộ với các huynh đệ năm nào và thay thế vị trí của Kanjuro, cùng 8 người còn lại của Xích Sao đại chiến với Kaidou trên nóc Đảo Oni. Số tiền truy nã của Izou là 510.000.000.
Shinobu
Shinobu là một nữ ninja kì cựu với biệt danh "Nam Sát" và là hậu bối của Kin'emon. Thời trẻ bà ấy có ngoại hình vô cùng xinh đẹp. Hiện Nami đang đi theo bà ấy để học nghề. Shinobu có một người anh trai tên là Shinosuke.
Tsuru
Bà là vợ của Kin'emon.
Hyou
Hyou hay tên thật là "Hyougorou", ông từng là trùm của cả giới yakuza ở Wano vào 20 năm trước và một đồng minh của gia tộc Kouzuki. Ông ấy là một con người nghĩa hiệp và được dân chúng vô cùng yêu mến, người trong giới yakuza cũng rất kính nể ông. Hyou có biệt danh "Hoa", "Hiệp Khách" và "Hào Kiếm". Hyou không chịu quy thuận Orochi và Kaido nên đã bị chúng tống vào tù.

#### Gia tộc Shimotsuki
Shimotsuki Ryuma
Shimotsuki Ryuma (霜月リューマ Shimotsuki Ryūma) là kiếm sĩ huyền thoại của Wano Quốc với danh hiệu "Thần Đao" và là chủ sở hữu đời trước của danh kiếm Shusui. Ryuma là tổ tiên trực hệ của Shimotsuki Ushimaru, Lãnh chúa XứRingo quá cố. Ryuma đã mất từ nhiều năm về trước sau một cơn bạo bệnh. Xác của ông cùng danh kiếm Shusui đã bị Moria đánh cắp và mang về Thriller Bark, nhét bóng của Brook vào và biến thành một Zombie Tướng quân của hắn. Nguyên bản của nhân vật này là thuộc về một truyện ngắn có tên là MONSTER, được tác giả Eiichiro Oda thực hiện trước khi One Piece ra đời.
Yasu
Yasu là một taikomochi sống tại thị trấn Ebisu, ông hay giúp đỡ và cho dân thị trấn đồ ăn nên được họ vô cùng yêu mến. Ông là phụ thân của cô bé Toko. Tên thật của Yasu là "Shimotsuki Yasuie" với danh "Nhím Yasu" và là lãnh chúa của vùng Hakumai tại Wano, một trong các đồng minh của gia tộc Kouzuki. Hồi xưa thì ông ấy là một người rất nghiêm nghị khác hẳn bây giờ. Ông cũng được dân chúng ở Wano vô cùng yêu mến.
Shimotsuki Ushimaru
Shimotsuki Ushimaru là Lãnh chúa quá cố của Xứ Ringo và là chủ nhân của chú cáo Onimaru. Ushimaru là là một kiếm sĩ cừ khôi đòng thời cũng là con cháu trực hệ của đại kiếm khách Shimotsuki Ryuma. Sau khi Oden mất, Ushimaru cùng lãnh chúa các vùng và rất nhiều dân chúng đã mở một cuộc khởi nghĩa lớn chống lại bè lũ Orochi và Kaidou. Cuộc khởi nghĩa sau cùng bị đàn áp, Ushimaru và các lãnh chúa khác và rất nhiều bá tánh đều bỏ mạng.
Onimaru
Shimotsuki Kouzaburou
Shimotsuki Kouzaburou là một thợ rèn huyền thoại của Wano Quốc và là cha đẻ của hai thanh kiếm Wado Ichimonji với Enma. Hơn 50 năm trước, ông đã mang theo Wado Ichimonji và vượt biên khỏi Wano Quốc, cùng một số người đồng hương khác chu du tới vùng biển East Blue xa xôi. Sau khi tiêu diệt bọn thảo khấu để cứu một ngôi làng nọ và ông đã quyết định ở lại nơi này để dạy kiếm thuật cho họ. Rồi Kouzaburou đem lòng thương mến một người phụ nữ nọ và họ kết hôn sinh con. Để ghi nhớ công ơn đó thì ngôi làng đó được đặt tên là Shimotsuki và nơi đây cũng chính là quê nhà của Zoro. Còn Kouzaburou chính là cha của thầy Koushirou và là ông nội của Kuina.

#### Gia tộc Kurozumi
Kurozumi Orochi
Tướng quân đương nhiệm của Vương quốc Wano, hắn ta là kẻ chủ mưu thông đồng với Kaido gây ra cái chết của gia đình nhà Oden.
Kanjuro
Kanjuro là một trong các gia nhân phục vụ cho gia tộc Kouzuki. Kanjuro có biệt danh "Cự Vũ" và có năng lực khiến các bức vẽ của bản thân sống dậy. Kanjuro thực chất là gián điệp của Orochi cài bên cạnh Oden.

#### Orochi Oniwabanshu
Orochi Oniwabanshu là một tổ chức ninja phục vụ cho Orochi
Fukurukujo
Fukurukujo là đầu lãnh của Orochi Oniwabanshu, từng là kì phùng địch thủ với Raizo. Xưa hắn ta từng là đồng minh với gia tộc Kouzuki và đã phản bội để quay ra phục vụ cho Orochi.